# نمایه شهرستان‌های ایالات متحده آمریکا

## ا
- شهرستان ابویل، کارولینای جنوبی
- پریش اکادیا، لوئیزیانا
- شهرستان اکوماک، ویرجینیا
- شهرستان آدا، آیداهو
- شهرستان ادیر: شهرستان ادیر، آیووا؛ شهرستان ادیر، کنتاکی؛ شهرستان ادیر، میزوری؛ شهرستان ادیر، اکلاهما
- شهرستان آدامز: شهرستان آدامز، کلرادو؛ شهرستان آدامز، آیداهو؛ شهرستان آدامز، ایلینوی؛ شهرستان آدامز، ایندیانا؛ شهرستان آدامز، آیووا؛ شهرستان آدامز، میسیسیپی؛ شهرستان آدامز، نبراسکا؛ شهرستان آدامز، داکوتای شمالی؛ شهرستان آدامز، اوهایو؛ شهرستان آدامز، پنسیلوانیا؛ شهرستان آدامز، واشینگتن؛ شهرستان ادامز، ویسکانسین
- شهرستان آدیسون، ورمونت
- شهرستان ایکن، کارولینای جنوبی
- شهرستان ایتکین، مینه‌سوتا
- شهرستان آلاچوا، فلوریدا
- شهرستان المنس، کارولینای شمالی
- شهرستان آلامدا، کالیفرنیا
- شهرستان آلاموسا، کلرادو
- شهرستان آلبانی: شهرستان آلبانی، نیویورک؛ شهرستان آلبانی، وایومینگ
- شهرستان البمارل، ویرجینیا
- شهرستان آلکونا، میشیگان
- شهرستان آلکورن، میسیسیپی
- Aleutians East Borough, Alaska
- Aleutians West Census Area, Alaska
- شهرستان الکساندر: شهرستان الکساندر، ایلینوی؛ شهرستان الکساندر، کارولینای شمالی
- شهرستان الفالفا، اکلاهما
- شهرستان آلگر، میشیگان
- شهرستان آلاماکی، آیووا
- شهرستان آلگان، میشیگان
- شهرستان الیگنی: شهرستان الیگنی، مریلند؛ شهرستان الیگنی، نیویورک؛ شهرستان الیگنی، کارولینای شمالی؛ Virginia؛ شهرستان الگینی، پنسیلوانیا
- شهرستان آلن: شهرستان آلن، ایندیانا؛ شهرستان آلن، کانزاس؛ شهرستان آلن، کنتاکی؛ شهرستان آلن، اوهایو
- پریش آلن، لوئیزیانا
- شهرستان آلندیل، کارولینای جنوبی
- شهرستان آلپنا، میشیگان
- شهرستان آلپاین، کالیفرنیا
- شهرستان آمادور، کالیفرنیا
- شهرستان آملیا، ویرجینیا
- شهرستان آمرست، ویرجینیا
- شهرستان امیت، میسیسیپی
- انکوریج
- شهرستان اندرسون: شهرستان اندرسون، کانزاس؛ شهرستان اندرسون، کنتاکی؛ شهرستان اندرسون، کارولینای جنوبی؛ شهرستان اندرسون، تنسی؛ شهرستان اندرسون، تگزاس
- شهرستان اندرو، میزوری
- شهرستان اندروز، تگزاس
- شهرستان آندروسکوجین، مین
- شهرستان انجلینا، تگزاس
- شهرستان آنا آروندل، مریلند
- شهرستان آنوکا، مینه‌سوتا
- شهرستان آنسن، کارولینای شمالی
- شهرستان آنتلوپ، نبراسکا
- شهرستان انتریم، میشیگان
- شهرستان آپاچی، آریزونا
- شهرستان اپنوس، آیووا
- شهرستان اپلینگ، جورجیا
- Appomattox County, Virginia
- شهرستان آرنزاس، تگزاس
- شهرستان آرپهوو، کلرادو
- شهرستان آرچر، تگزاس
- شهرستان آرچولتا، کلرادو
- شهرستان ارناک، میشیگان
- شهرستان آرکانزاس، آرکانزاس
- شهرستان آرلینگتون، ویرجینیا
- شهرستان آرمسترانگ: شهرستان آرمسترانگ، پنسیلوانیا؛ شهرستان آرمسترانگ، تگزاس
- شهرستان اروزتوک، مین
- شهرستان آرتور، نبراسکا
- پریش اسنشن، لوئیزیانا
- شهرستان اش، کارولینای شمالی
- شهرستان اشلند: شهرستان اشلند، اوهایو؛ شهرستان اشلند، ویسکانسین
- شهرستان اشلی، آرکانزاس
- شهرستان آشتابولا، اوهایو
- شهرستان اسوتین، واشینگتن
- پریش اسمپشن، لوئیزیانا
- شهرستان اتسکوزا، تگزاس
- شهرستان اچیسون: شهرستان اچیسون، کانزاس؛ شهرستان اچیسون، میزوری
- شهرستان آتن، اوهایو
- شهرستان اتکینسون، جورجیا
- شهرستان آتلانتیک، نیوجرسی
- شهرستان اتوکا، اکلاهما
- شهرستان اتلا، میسیسیپی
- شهرستان ادرین، میزوری
- شهرستان اودوبان، آیووا
- Auglaize County, Ohio
- شهرستان آگاستا، ویرجینیا
- شهرستان آرورا، داکوتای جنوبی
- شهرستان آستین، تگزاس
- شهرستان اوتوگا، آلاباما
- شهرستان آوری، کارولینای شمالی
- پریش آویلوس، لوئیزیانا
- شهرستان اسکاتلند:  شهرستان اسکاتلند، میزوری؛ شهرستان اسکاتلند، کارولینای شمالی
- شهرستان اسکات:  شهرستان اسکات، آرکانزاس؛ شهرستان اسکات، ایلینوی؛ شهرستان اسکات، ایندیانا؛ شهرستان اسکات، آیووا؛ شهرستان اسکات، کانزاس؛ شهرستان اسکات، کنتاکی؛ شهرستان اسکات، مینه‌سوتا؛ شهرستان اسکات، میسیسیپی؛ شهرستان اسکات، میزوری؛ شهرستان اسکات، تنسی؛ شهرستان اسکات، ویرجینیا
- شهرستان اسکاتس بلوف، نبراسکا
- شهرستان اسکرون، جورجیا
- شهرستان اسکوری، تگزاس
- شهرستان اسکنکتدی، نیویورک
- Schleicher County, Texas
- Schley County, Georgia
- Schoharie County, New York
- Schoolcraft County, Michigan
- شهرستان استی جنویو، میزوری
- شهرستان اسویت گرس، مونتانا
- شهرستان اسکاگیت، واشینگتن
- Skagway-Hoonah-Angoon Census Area, Alaska
- شهرستان اسکمنیا، واشینگتن
- Slope County, North Dakota
- شهرستان اسمیت:  شهرستان اسمیت، کانزاس؛ شهرستان اسمیت، میسیسیپی؛ شهرستان اسمیت، تنسی؛ شهرستان اسمیت، تگزاس
- شهرستان اسمیث، ویرجینیا
- شهرستان اسنوهومیش، واشینگتن
- شهرستان اسنایدر، پنسیلوانیا
- شهرستان اسپلدینگ، جورجیا
- شهرستان اسپارتانبرگ، کارولینای جنوبی
- شهرستان اسپنسر:  شهرستان اسپنسر، ایندیانا؛ شهرستان اسپنسر، کنتاکی
- شهرستان اسپینک، داکوتای جنوبی
- شهرستان اسپوکن، واشینگتن
- اسپوت‌سیلوانیا کانتی، ویرجینیا
- شهرستان استفورد:  شهرستان استفورد، کانزاس؛ شهرستان استفورد، ویرجینیا
- شهرستان استانیسلاس، کالیفرنیا
- شهرستان استنلی، داکوتای جنوبی
- شهرستان استنلی، کارولینای شمالی
- شهرستان استانتون:  شهرستان استانتون، کانزاس؛ شهرستان استانتون، نبراسکا
- شهرستان استارک:  شهرستان استارک، ایلینوی؛ شهرستان استارک، داکوتای شمالی؛ شهرستان استارک، اوهایو
- شهرستان استارک، ایندیانا
- شهرستان استار، تگزاس
- شهرستان استیرنز، مینه‌سوتا
- شهرستان استیل:  شهرستان استیل، مینه‌سوتا؛ شهرستان استیل، داکوتای شمالی
- شهرستان استنفز:  شهرستان استفنز، جورجیا؛ شهرستان استفنز، اکلاهما؛ شهرستان استفنز، تگزاس
- Stephenson County, Illinois
- شهرستان استرلینگ، تگزاس
- شهرستان استوبین:  شهرستان استوبین، ایندیانا؛ شهرستان استوبین، نیویورک
- شهرستان استیونز:  شهرستان استیونز، کانزاس؛ شهرستان استیونز، مینه‌سوتا؛ شهرستان استیونز، واشینگتن
- شهرستان استوارت:  شهرستان استوارت، جورجیا؛ شهرستان استوارت، تنسی
- شهرستان استیلواتر، مونتانا
- شهرستان استادار، میزوری
- شهرستان استوکس، کارولینای شمالی
- شهرستان استون:  شهرستان استون، آرکانزاس؛ شهرستان استون، میسیسیپی؛ شهرستان استون، میزوری
- شهرستان استونوال، تگزاس
- شهرستان استوری، نوادا
- شهرستان استوری، آیووا
- شهرستان استرافورد، نیوهمپشایر
- Stutsman County, North Dakota

## ب
- شهرستان باکا، کلرادو
- شهرستان بیکن، جورجیا
- شهرستان بیلی، تگزاس
- شهرستان بیکر: شهرستان بیکر، فلوریدا؛ شهرستان بیکر، جورجیا؛ شهرستان بیکر، اورگن
- شهرستان بالدوین: شهرستان بالدوین، آلاباما؛ شهرستان بالدوین، جورجیا
- شهرستان بالارد، کنتاکی
- شهرستان بالتیمور، مریلند
- شهرستان بمبرگ، کارولینای جنوبی
- شهرستان بندرا، تگزاس
- شهرستان بنکس، جورجیا
- شهرستان بنر، نبراسکا
- شهرستان بانوک، آیداهو
- شهرستان براگا، میشیگان
- شهرستان باربر، کانزاس
- شهرستان باربر: شهرستان باربر، آلاباما؛ شهرستان باربر، ویرجینیای غربی
- شهرستان بارنز، داکوتای شمالی
- شهرستان برنستبل، ماساچوست
- شهرستان برنول، کارولینای جنوبی
- شهرستان برن، کنتاکی
- شهرستان بارون، ویسکانسین
- شهرستان بارو، جورجیا
- شهرستان بری: شهرستان بری، میشیگان؛ شهرستان بری، میزوری
- شهرستان بارتولما، ایندیانا
- شهرستان بارتون: شهرستان بارتون، کانزاس؛ شهرستان بارتون، میزوری
- شهرستان بارتوو، جورجیا
- شهرستان بستراپ، تگزاس
- شهرستان بیتس، میزوری
- شهرستان بث: شهرستان بث، کنتاکی؛ شهرستان بث، ویرجینیا
- شهرستان بکستر، آرکانزاس
- شهرستان بی: شهرستان بی، فلوریدا؛ شهرستان بی، میشیگان
- شهرستان بیفیلد، ویسکانسین
- شهرستان بیلور، تگزاس
- شهرستان بیدل، داکوتای جنوبی
- شهرستان آبشار لیک، آیداهو
- شهرستان بوفورت: شهرستان بوفورت، کارولینای شمالی؛ شهرستان بوفورت، کارولینای جنوبی
- پریش بیرگارد، لوئیزیانا
- Beaver County: شهرستان بیور، اکلاهما؛ شهرستان بیور، پنسیلوانیا؛ شهرستان بیور، یوتا
- Beaverhead County, Montana
- شهرستان بکر، مینه‌سوتا
- شهرستان بکهام، اکلاهما
- Bedford County: شهرستان بدفورد، پنسیلوانیا؛ شهرستان بدفورد، تنسی؛ شهرستان بدفورد، ویرجینیا
- شهرستان بی، تگزاس
- شهرستان بلنپ، نیوهمپشایر
- شهرستان بل: شهرستان بل، کنتاکی؛ شهرستان بل، تگزاس
- شهرستان بلمون، اوهایو
- شهرستان بلترامی، مینه‌سوتا
- شهرستان بن هیل، جورجیا
- شهرستان بنوا، آیداهو
- شهرستان بنت، داکوتای جنوبی
- شهرستان بنینگتن، ورمونت
- شهرستان بنسون، داکوتای شمالی
- شهرستان بنت، کلرادو
- شهرستان بنتون: شهرستان بنتون، آرکانزاس؛ شهرستان بنتون، ایندیانا؛ شهرستان بنتون، آیووا؛ شهرستان بنتون، مینه‌سوتا؛ شهرستان بنتون، میسیسیپی؛ شهرستان بنتون، میزوری؛ شهرستان بنتون، اورگن؛ شهرستان بنتون، تنسی؛ شهرستان بنتون، واشینگتن
- Benzie County, Michigan
- شهرستان برگن، نیوجرسی
- شهرستان برکلی: شهرستان برکلی، کارولینای جنوبی؛ شهرستان برکلی، ویرجینیای غربی
- شهرستان برکس، پنسیلوانیا
- شهرستان برکشر، ماساچوست
- شهرستان برنالیو، نیومکزیکو
- شهرستان برین: شهرستان برین، جورجیا؛ شهرستان برین، میشیگان
- شهرستان برتی، کارولینای شمالی
- Bethel Census Area, Alaska
- شهرستان بیر، تگزاس
- شهرستان بیب: شهرستان بیب، آلاباما؛ شهرستان بیب، جورجیا
- پریش بینویل، لوئیزیانا
- شهرستان بیگ هورن: شهرستان بیگ هورن، مونتانا؛ شهرستان بیگ هورن، وایومینگ
- شهرستان بیگ استون، مینه‌سوتا
- شهرستان بلینگ، داکوتای شمالی
- شهرستان بینگم، آیداهو
- شهرستان بلک هاک، آیووا
- شهرستان بلکفورد، ایندیانا
- شهرستان بلیدن، کارولینای شمالی
- شهرستان بلین: شهرستان بلین، آیداهو؛ شهرستان بلین، مونتانا؛ شهرستان بلین، نبراسکا؛ شهرستان بلین، اکلاهما
- شهرستان بلیر، پنسیلوانیا
- شهرستان بلانکو، تگزاس
- شهرستان بلاند، ویرجینیا
- Bleckley County, Georgia
- شهرستان بلدسو، تنسی
- شهرستان بلونت: شهرستان بلونت، آلاباما؛ شهرستان بلونت، تنسی
- شهرستان بلو ارث، مینه‌سوتا
- Boise County, Idaho
- شهرستان بولیوار، میسیسیپی
- شهرستان بالینگر، میزوری
- شهرستان بن هوم، داکوتای جنوبی
- شهرستان باند، ایلینوی
- شهرستان بونر، آیداهو
- شهرستان بونوویل، آیداهو
- شهرستان بونی: شهرستان بونی، آرکانزاس؛ شهرستان بونی، ایلینوی؛ شهرستان بونی، ایندیانا؛ شهرستان بونی، آیووا؛ شهرستان بون، کنتاکی؛ شهرستان بونی، میزوری؛ شهرستان بون، نبراسکا؛ شهرستان بونی، ویرجینیای غربی
- شهرستان بوردن، تگزاس
- شهرستان باسک، تگزاس
- پریش باسیر، لوئیزیانا
- شهرستان باتتورت، ویرجینیا
- شهرستان بوتیناو، داکوتای شمالی
- شهرستان بولدر، کلرادو
- شهرستان باندری، آیداهو
- شهرستان بوربن: شهرستان بوربن، کانزاس؛ شهرستان بوربن، کنتاکی
- شهرستان بویی، تگزاس
- شهرستان بومن، داکوتای شمالی
- شهرستان باکس بیوت، نبراسکا
- شهرستان باکس الدر، یوتا
- شهرستان بوید: شهرستان بوید، کنتاکی؛ شهرستان بوید، نبراسکا
- شهرستان بویل، کنتاکی
- شهرستان براکن، کنتاکی
- شهرستان برادفورد: شهرستان برادفورد، فلوریدا؛ شهرستان برادفورد، پنسیلوانیا
- شهرستان برادلی: شهرستان برادلی، آرکانزاس؛ شهرستان برادلی، تنسی
- شهرستان برنچ، میشیگان
- Brantley County, Georgia
- شهرستان برکستون، ویرجینیای غربی
- شهرستان برازوریا، تگزاس
- شهرستان برازوس، تگزاس
- شهرستان بریثیت، کنتاکی
- شهرستان برکینریج، کنتاکی
- شهرستان برمر، آیووا
- شهرستان بروارد، فلوریدا
- شهرستان بروستر، تگزاس
- شهرستان برسکو، تگزاس
- Bristol Bay Borough, Alaska
- شهرستان بریستول: شهرستان بریستول، ماساچوست؛ شهرستان بریستول، رود آیلند
- شهرستان برودواتر، مونتانا
- برانکس
- شهرستان بروک، ویرجینیای غربی
- شهرستان بروکینگز، داکوتای جنوبی
- شهرستان بروکس: شهرستان بروکس، جورجیا؛ شهرستان بروکس، تگزاس
- شهرستان بروم، نیویورک
- برومفیلد، کلرادو
- شهرستان برووارد، فلوریدا
- شهرستان براون: شهرستان براون، ایلینوی؛ شهرستان براون، ایندیانا؛ شهرستان براون، کانزاس؛ شهرستان براون، مینه‌سوتا؛ شهرستان براون، نبراسکا؛ شهرستان براون، اوهایو؛ شهرستان براون، داکوتای جنوبی؛ شهرستان براون، تگزاس؛ شهرستان براون، ویسکانسین
- شهرستان برولی، داکوتای جنوبی
- شهرستان برانسویک: شهرستان برانسویک، کارولینای شمالی؛ شهرستان برانسویک، ویرجینیا
- شهرستان برایان: شهرستان برایان، جورجیا؛ شهرستان برایان، اکلاهما
- شهرستان بیوکانان: شهرستان بیوکانان، آیووا؛ شهرستان بیوکانان، میزوری؛ شهرستان بیوکانان، ویرجینیا
- شهرستان باکینگهام، ویرجینیا
- شهرستان باکس، پنسیلوانیا
- شهرستان بوئنا ویستا، آیووا
- شهرستان بوفالو: شهرستان بوفالو، نبراسکا؛ شهرستان بوفالو، داکوتای جنوبی؛ شهرستان بوفالو، ویسکانسین
- شهرستان بولت، کنتاکی
- Bulloch County, Georgia
- شهرستان بولاک، آلاباما
- شهرستان بان‌کوم، کارولینای شمالی
- شهرستان بورا، ایلینوی
- شهرستان برک: شهرستان برک، جورجیا؛ شهرستان برک، کارولینای شمالی؛ شهرستان برک، داکوتای شمالی
- شهرستان برلی، داکوتای شمالی
- شهرستان برلسون، تگزاس
- شهرستان برلینگتون، نیوجرسی
- شهرستان برنت، تگزاس
- شهرستان بارنت، ویسکانسین
- شهرستان برت، نبراسکا
- شهرستان باتلر: شهرستان باتلر، آلاباما؛ شهرستان باتلر، آیووا؛ شهرستان باتلر، کانزاس؛ شهرستان باتلر، کنتاکی؛ شهرستان باتلر، میزوری؛ شهرستان باتلر، نبراسکا؛ شهرستان باتلر، اوهایو؛ شهرستان باتلر، پنسیلوانیا
- شهرستان بیوت: شهرستان بیوت، کالیفرنیا؛ شهرستان بیوت، آیداهو؛ شهرستان بیوت، داکوتای جنوبی
- شهرستان بوتز، جورجیا

## پ
- شهرستان پاسیفیک، واشینگتن
- شهرستان پیج: شهرستان پیج، آیووا؛ شهرستان پیج، ویرجینیا
- شهرستان پام بیچ، فلوریدا
- شهرستان پالو آلتو، آیووا
- شهرستان پالو پینتو، تگزاس
- Pamlico County, North Carolina
- شهرستان پانولا: شهرستان پانولا، میسیسیپی؛ شهرستان پانولا، تگزاس
- شهرستان پارک: شهرستان پارک، کلرادو؛ شهرستان پارک، مونتانا؛ شهرستان پارک، وایومینگ
- شهرستان پارک، ایندیانا
- شهرستان پارکر، تگزاس
- شهرستان پارمر، تگزاس
- شهرستان پاسکو، فلوریدا
- شهرستان پسکوتنک، کارولینای شمالی
- شهرستان پاسائیک، نیوجرسی
- شهرستان پاتریک، ویرجینیا
- شهرستان پولدینگ: شهرستان پولدینگ، جورجیا؛ شهرستان پولدینگ، اوهایو
- شهرستان پونی: شهرستان پونی، کانزاس؛ شهرستان پونی، نبراسکا؛ شهرستان پونی، اکلاهما
- شهرستان پایت، آیداهو
- شهرستان پین، اکلاهما
- شهرستان هلو، جورجیا
- شهرستان پرل ریور، میسیسیپی
- شهرستان پیکس، تگزاس
- شهرستان پمبینا، داکوتای شمالی
- شهرستان پمیسکات، میزوری
- شهرستان پند اورایل، واشینگتن
- شهرستان پندر، کارولینای شمالی
- شهرستان پندلتن: شهرستان پندلتن، کنتاکی؛ شهرستان پندلتن، ویرجینیای غربی
- شهرستان پنینگتن: شهرستان پنینگتن، مینه‌سوتا؛ شهرستان پنینگتن، داکوتای جنوبی
- شهرستان پنوب‌اسکات، مین
- Peoria County, Illinois
- شهرستان پپین، ویسکانسین
- شهرستان پرکینس: شهرستان پرکینس، نبراسکا؛ شهرستان پرکینس، داکوتای جنوبی
- Perquimans County, North Carolina
- شهرستان پری: شهرستان پری، آلاباما؛ شهرستان پری، آرکانزاس؛ شهرستان پری، ایلینوی؛ شهرستان پری، ایندیانا؛ شهرستان پری، کنتاکی؛ شهرستان پری، میسیسیپی؛ شهرستان پری، میزوری؛ شهرستان پری، اوهایو؛ شهرستان پری، پنسیلوانیا؛ شهرستان پری، تنسی
- شهرستان پرشینگ، نوادا
- شهرستان پرسون، کارولینای شمالی
- Petersburg Census Area, Alaska
- شهرستان پترولیوم، مونتانا
- شهرستان پتیس، میزوری
- شهرستان فلپس: شهرستان فلپس، میزوری؛ شهرستان فلپس، نبراسکا
- شهرستان فیلادلفیا، پنسیلوانیا
- شهرستان فیلیپس: شهرستان فیلیپس، آرکانزاس؛ شهرستان فیلیپس، کلرادو؛ شهرستان فیلیپس، کانزاس؛ شهرستان فیلیپس، مونتانا
- Piatt County, Illinois
- شهرستان پیکوای، اوهایو
- شهرستان پیکنز: شهرستان پیکنز، آلاباما؛ شهرستان پیکنز، جورجیا؛ شهرستان پیکنز، کارولینای جنوبی
- شهرستان پیکت، تنسی
- شهرستان پیرس: شهرستان پیرس، جورجیا؛ شهرستان پیرس، نبراسکا؛ شهرستان پیرس، داکوتای شمالی؛ شهرستان پیرس، واشینگتن؛ شهرستان پیرس، ویسکانسین
- شهرستان پایک: شهرستان پایک، آلاباما؛ شهرستان پایک، آرکانزاس؛ شهرستان پایک، جورجیا؛ شهرستان پایک، ایلینوی؛ شهرستان پایک، ایندیانا؛ شهرستان پایک، کنتاکی؛ شهرستان پایک، میسیسیپی؛ شهرستان پایک، میزوری؛ شهرستان پایک، اوهایو؛ شهرستان پایک، پنسیلوانیا
- شهرستان پیما، آریزونا
- شهرستان پاینال، آریزونا
- شهرستان پین، مینه‌سوتا
- شهرستان پاینلاس، فلوریدا
- شهرستان پایپستون، مینه‌سوتا
- شهرستان پیسکاتاکیوس، مین
- شهرستان پیکتین، کلرادو
- شهرستان پیت، کارولینای شمالی
- شهرستان پیتسبرگ، اکلاهما
- Pittsylvania County, Virginia
- شهرستان پیوتی، یوتا
- شهرستان پلاسر، کالیفرنیا
- پریش پلاکماینس، لوئیزیانا
- Platte County: شهرستان پلت، میزوری؛ شهرستان پلت، نبراسکا؛ شهرستان پلت، وایومینگ
- شهرستان پلزنتز، ویرجینیای غربی
- شهرستان پلوماس، کالیفرنیا
- شهرستان پلیموث: شهرستان پلیموث، آیووا؛ شهرستان پلیموث، ماساچوست
- شهرستان پوکاهانتس: شهرستان پوکوهانتس، آیووا؛ شهرستان پوکاهانتس، ویرجینیای غربی
- شهرستان پوینست، آرکانزاس
- پریش پوینت کوپه، لوئیزیانا
- شهرستان پولک: شهرستان پولک، آرکانزاس؛ شهرستان پولک، فلوریدا؛ شهرستان پولک، جورجیا؛ شهرستان پولک، آیووا؛ شهرستان پولک، مینه‌سوتا؛ شهرستان پالک، میزوری؛ شهرستان پولک، نبراسکا؛ North Carolina؛ شهرستان پولک، اورگن؛ شهرستان پولک، تنسی؛ شهرستان پولک، تگزاس؛ شهرستان پولک، ویسکانسین
- شهرستان پاندرا، مونتانا
- شهرستان پانتوتوک: شهرستان پانتوتوک، میسیسیپی؛ شهرستان پانتوتوک، اکلاهما
- شهرستان پوپ: شهرستان پوپ، آرکانزاس؛ شهرستان پوپ، ایلینوی؛ شهرستان پوپ، مینه‌سوتا
- شهرستان پورتیج: شهرستان پورتیج، اوهایو؛ شهرستان پورتیج، ویسکانسین
- شهرستان پرتر، ایندیانا
- شهرستان پسی، ایندیانا
- شهرستان پوتاواتامی: شهرستان پوتاواتامی، کانزاس؛ شهرستان پوتاواتامی، اکلاهما
- شهرستان پوتاواتامی، آیووا
- شهرستان پاتر: شهرستان پاتر، پنسیلوانیا؛ شهرستان پاتر، داکوتای جنوبی؛ شهرستان پاتر، تگزاس
- شهرستان پودر ریور، مونتانا
- شهرستان پاول: شهرستان پاول، کنتاکی؛ شهرستان پاول، مونتانا
- شهرستان پاور، آیداهو
- شهرستان پاوشیک، آیووا
- شهرستان پوهاتان، ویرجینیا
- شهرستان پریری: شهرستان پریری، آرکانزاس؛ شهرستان پریری، مونتانا
- شهرستان پرت، کانزاس
- شهرستان پربل، اوهایو
- شهرستان پرنتیس، میسیسیپی
- شهرستان پرسدیو، تگزاس
- Presque Isle County, Michigan
- شهرستان پرستون، ویرجینیای غربی
- شهرستان پرایس، ویسکانسین
- شهرستان پرینس ادوارد، ویرجینیا
- شهرستان پرینس جورج، ویرجینیا
- Prince George's County, Maryland
- شهرستان پرنس ویلیام، ویرجینیا
- Prince of Wales – Hyder Census Area, Alaska
- شهرستان پراویدنس، رود آیلند
- شهرستان پروورز، کلرادو
- شهرستان پوبلوو، کلرادو
- شهرستان پلاسکی: شهرستان پلاسکی، آرکانزاس؛ شهرستان پلاسکی، جورجیا؛ شهرستان پلاسکی، ایلینوی؛ شهرستان پلاسکی، ایندیانا؛ شهرستان پلاسکی، کنتاکی؛ شهرستان پلاسکی، میزوری؛ شهرستان پلاسکی، ویرجینیا
- شهرستان پوشماتاها، اکلاهما
- شهرستان پاتنم: شهرستان پاتنم، فلوریدا؛ شهرستان پاتنم، جورجیا؛ شهرستان پاتنم، ایلینوی؛ شهرستان پاتنم، ایندیانا؛ شهرستان پاتنم، میزوری؛ شهرستان پوتنام، نیویورک؛ شهرستان پاتنم، اوهایو؛ شهرستان پاتنم، تنسی؛ شهرستان پاتنم، ویرجینیای غربی

## ت
- شهرستان تالبوت:  شهرستان تالبوت، جورجیا؛ شهرستان تالبوت، مریلند
- شهرستان تالیافرو، جورجیا
- شهرستان تالادیگا، آلاباما
- شهرستان تالاهاتچی، میسیسیپی
- شهرستان تالاپوسا، آلاباما
- شهرستان تاما، آیووا
- شهرستان تانی، میزوری
- پریش تنگیپاهوا، لوئیزیانا
- شهرستان تائوس، نیومکزیکو
- شهرستان تارانت، تگزاس
- شهرستان تیت، میسیسیپی
- شهرستان تاتنل، جورجیا
- شهرستان تیلور:  شهرستان تیلور، فلوریدا؛ شهرستان تیلور، جورجیا؛ شهرستان تیلور، آیووا؛ شهرستان تیلور، کنتاکی؛ شهرستان تیلور، تگزاس؛ شهرستان تیلور، ویرجینیای غربی؛ شهرستان تیلور، ویسکانسین
- شهرستان تیزول:  شهرستان تیزول، ایلینوی؛ شهرستان تیزول، ویرجینیا
- شهرستان تهاما، کالیفرنیا
- شهرستان تلفر، جورجیا
- شهرستان تلر، کلرادو
- پریش تنسس، لوئیزیانا
- پریش تربون، لوئیزیانا
- شهرستان ترل:  شهرستان ترل، جورجیا؛ شهرستان ترل، تگزاس
- شهرستان تری، تگزاس
- شهرستان تتون:  شهرستان تتون، آیداهو؛ شهرستان تتون، مونتانا؛ شهرستان تتون، وایومینگ
- شهرستان تگزاس:  شهرستان تگزاس، میزوری؛ شهرستان تگزاس، اکلاهما
- شهرستان تیر، نبراسکا
- شهرستان توماس:  شهرستان توماس، جورجیا؛ شهرستان توماس، کانزاس؛ شهرستان توماس، نبراسکا
- شهرستان تروکمارتون، تگزاس
- شهرستان ترستن:  شهرستان ترستن، نبراسکا؛ شهرستان تورستن، واشینگتن
- شهرستان تیفت، جورجیا
- شهرستان تیلاموک، اورگن
- شهرستان تیلمن، اکلاهما
- شهرستان تیوگا:  شهرستان تیوگا، نیویورک؛ شهرستان تیوگا، پنسیلوانیا
- شهرستان تیپا، میسیسیپی
- شهرستان تیپکانو، ایندیانا
- شهرستان تیپتون:  شهرستان تیپتون، ایندیانا؛ شهرستان تیپتون، تنسی
- شهرستان تیشومینگو، میسیسیپی
- شهرستان تیتوس، تگزاس
- شهرستان تاد:  شهرستان تاد، کنتاکی؛ شهرستان تاد، مینه‌سوتا؛ شهرستان تاد، داکوتای جنوبی
- شهرستان تولند، کنتیکت
- شهرستان تام گرین، تگزاس
- شهرستان تامپکینز، نیویورک
- شهرستان تویلی، یوتا
- شهرستان تول، مونتانا
- شهرستان تومبز، جورجیا
- شهرستان تارنس، نیومکزیکو
- شهرستان تاونر، داکوتای شمالی
- شهرستان تونز، جورجیا
- Traill County, North Dakota
- شهرستان ترانسیلوانیا، کارولینای شمالی
- شهرستان تراوس، مینه‌سوتا
- شهرستان تراویس، تگزاس
- شهرستان تریسر، مونتانا
- شهرستان ترگو، کانزاس
- شهرستان ترمپیالیو، ویسکانسین
- Treutlen County, Georgia
- شهرستان تریگ، کنتاکی
- شهرستان تریمبل، کنتاکی
- شهرستان ترینیتی:  شهرستان ترینیتی، کالیفرنیا؛ شهرستان ترینیتی، تگزاس
- شهرستان تریپ، داکوتای جنوبی
- شهرستان تروپ، جورجیا
- Trousdale County, Tennessee
- شهرستان ترامبل، اوهایو
- شهرستان توکر، ویرجینیای غربی
- شهرستان تولار، کالیفرنیا
- شهرستان تالسا، اکلاهما
- شهرستان تونیکا، میسیسیپی
- شهرستان توآلومی، کالیفرنیا
- شهرستان ترنر:  شهرستان ترنر، جورجیا؛ شهرستان ترنر، داکوتای جنوبی
- شهرستان تاسکالوسا، آلاباما
- شهرستان توسکاراوس، اوهایو
- شهرستان تاسکولا، میشیگان
- شهرستان تویگز، جورجیا
- شهرستان توین فالس، آیداهو
- شهرستان تایلر:  شهرستان تایلر، تگزاس؛ شهرستان تایلر، ویرجینیای غربی
- شهرستان تایرل، کارولینای شمالی

## ج
- شهرستان جنسی:  شهرستان جنسی، میشیگان؛ شهرستان جنسی، نیویورک
- شهرستان جنتری، میزوری
- شهرستان جورج، میسیسیپی
- شهرستان جورج‌تاون، کارولینای جنوبی
- شهرستان جیلا، آریزونا
- شهرستان جک، تگزاس
- شهرستان جکسون:  شهرستان جکسون، آلاباما؛ شهرستان جکسون، آرکانزاس؛ شهرستان جکسون، کلرادو؛ شهرستان جکسون، فلوریدا؛ شهرستان جکسون، جورجیا؛ شهرستان جکسون، ایلینوی؛ شهرستان جکسون، ایندیانا؛ شهرستان جکسون، آیووا؛ شهرستان جکسون، کانزاس؛ شهرستان جکسون، کنتاکی؛ شهرستان جکسون، میشیگان؛ شهرستان جکسون، مینه‌سوتا؛ شهرستان جکسون، میسیسیپی؛ شهرستان جکسون، میزوری؛ شهرستان جکسون، کارولینای شمالی؛ شهرستان جکسون، اوهایو؛ شهرستان جکسون، اکلاهما؛ شهرستان جکسون، اورگن؛ شهرستان جکسون، داکوتای جنوبی؛ شهرستان جکسون، تنسی؛ شهرستان جکسون، تگزاس؛ شهرستان جکسون، ویرجینیای غربی؛ شهرستان جکسون، ویسکانسین
- پریش جکسون، لوئیزیانا
- شهرستان جیمز سیتی، ویرجینیا
- شهرستان جاسپر:  شهرستان جاسپر، جورجیا؛ شهرستان جاسپر، ایلینوی؛ شهرستان جاسپر، ایندیانا؛ شهرستان جاسپر، آیووا؛ شهرستان جاسپر، میسیسیپی؛ شهرستان جاسپر، میزوری؛ شهرستان جاسپر، کارولینای جنوبی؛ شهرستان جسپر، تگزاس
- شهرستان جی، ایندیانا
- شهرستان جف دیویس:  شهرستان جف دیویس، جورجیا؛ شهرستان جف دیویس، تگزاس
- شهرستان جفرسون:  شهرستان جفرسون، آلاباما؛ شهرستان جفرسون، آرکانزاس؛ شهرستان جفرسون، کلرادو؛ شهرستان جفرسون، فلوریدا؛ شهرستان جفرسون، جورجیا؛ شهرستان جفرسون، آیداهو؛ شهرستان جفرسون، ایلینوی؛ شهرستان جفرسون، ایندیانا؛ شهرستان جفرسون، آیووا؛ شهرستان جفرسون، کانزاس؛ شهرستان جفرسون، کنتاکی؛ شهرستان جفرسون، میسیسیپی؛ شهرستان جفرسون، میزوری؛ شهرستان جفرسون، ایالت مونتانا؛ شهرستان جفرسن، نبراسکا؛ شهرستان جفرسون، نیویورک؛ شهرستان جفرسون، اوهایو؛ شهرستان جفرسون، اکلاهما؛ شهرستان جفرسون، اورگن؛ شهرستان جفرسون، پنسیلوانیا؛ شهرستان جفرسون، تنسی؛ شهرستان جفرسون، تگزاس؛ شهرستان جفرسون، واشینگتن؛ شهرستان جفرسون، ویرجینیای غربی؛ شهرستان جفرسون، ویسکانسین
- پریش جفرسون، لوئیزیانا
- شهرستان جفرسون دیویس، میسیسیپی
- فرودگاه پریش جفرسون دیویس لویزینا
- شهرستان جنکینس، جورجیا
- شهرستان جنینگز، ایندیانا
- شهرستان جرالد، داکوتای جنوبی
- شهرستان جروم، آیداهو
- شهرستان جرسی، ایلینوی
- شهرستان جسامین، کنتاکی
- شهرستان جوئل، کانزاس
- شهرستان جیم هاگ، تگزاس
- شهرستان جیم ولز، تگزاس
- شهرستان جو دویس، ایلینوی
- شهرستان جانسون:  شهرستان جانسون، آرکانزاس؛ شهرستان جانسون، جورجیا؛ شهرستان جانسون، ایلینوی؛ شهرستان جانسون، ایندیانا؛ شهرستان جانسون، آیووا؛ شهرستان جانسون، کانزاس؛ شهرستان جانسون، کنتاکی؛ شهرستان جانسون، میزوری؛ شهرستان جانسون، نبراسکا؛ شهرستان جانسون، تنسی؛ شهرستان جانسون، تگزاس؛ شهرستان جانسون، وایومینگ
- شهرستان جانستون:  شهرستان جانستون، کارولینای شمالی؛ شهرستان جانستون، اکلاهما
- شهرستان جونز:  شهرستان جونز، جورجیا؛ شهرستان جونز، آیووا؛ شهرستان جونز، میسیسیپی؛ شهرستان جونز، کارولینای شمالی؛ شهرستان جونز، داکوتای جنوبی؛ شهرستان جونز، تگزاس
- شهرستان جوزفین، اورگن
- شهرستان جواب
- شهرستان جودیت بیسین، مونتانا
- شهرستان جونو، ویسکانسین
- جونو، آلاسکا
- شهرستان جونیاتا، پنسیلوانیا

## چ
- شهرستان چافی، کلرادو
- شهرستان چمبرز:  شهرستان چمبرز، آلاباما؛ شهرستان چمبرز، تگزاس
- شهرستان چاریتون، میزوری
- شهرستان چارلز سیتی، ویرجینیا
- شهرستان چارلز، مریلند
- شهرستان چارلز میکس، داکوتای جنوبی
- شهرستان چارلستون، کارولینای جنوبی
- شهرستان چارلتن، جورجیا
- شهرستان چیس:  شهرستان چیس، کانزاس؛ شهرستان چیس، نبراسکا
- شهرستان چاتهام:  شهرستان چاتهام، جورجیا؛ شهرستان چتهم، کارولینای شمالی
- شهرستان چاتاهوچی، جورجیا
- Chattooga County, Georgia
- شهرستان چاتاکوآ:  شهرستان چاتاکوآ، کانزاس؛ شهرستان چاتاکوآ، نیویورک
- شهرستان چاوز، نیومکزیکو
- Cheatham County, Tennessee
- شهرستان چبویگان، میشیگان
- شهرستان چیلان، واشینگتن
- شهرستان چیمانگ، نیویورک
- شهرستان چینانگو، نیویورک
- شهرستان چروکی:  شهرستان چروکی، آلاباما؛ شهرستان چروکی، جورجیا؛ شهرستان چروکی، آیووا؛ شهرستان چروکی، کانزاس؛ شهرستان چروکی، کارولینای شمالی؛ شهرستان چروکی، اکلاهما؛ شهرستان چروکی، کارولینای جنوبی؛ شهرستان چروکی، تگزاس
- شهرستان چری، نبراسکا
- شهرستان چشایر، نیوهمپشایر
- شهرستان چستر:  شهرستان چستر، پنسیلوانیا؛ شهرستان چستر، کارولینای جنوبی؛ شهرستان چستر، تنسی
- شهرستان چسترفیلد:  شهرستان چسترفیلد، کارولینای جنوبی؛ شهرستان چسترفیلد، ویرجینیا
- شهرستان چیکاسو:  شهرستان چیکاسو، آیووا؛ شهرستان چیکاسو، میسیسیپی
- شهرستان چیکات، آرکانزاس
- شهرستان چیلدرس، تگزاس
- شهرستان چیلتون، آلاباما
- شهرستان چیپوا:  شهرستان چیپوا، میشیگان؛ شهرستان چیپوا، مینه‌سوتا؛ شهرستان چیپوا، ویسکانسین
- شهرستان چیساکو، مینه‌سوتا
- شهرستان چیتندن، ورمونت
- شهرستان چاکتاو:  شهرستان چاکتاو، آلاباما؛ شهرستان چاکتاو، میسیسیپی؛ شهرستان چاکتاو، اکلاهما
- شهرستان چووتاو، مونتانا
- Chowan County, North Carolina
- شهرستان چرچیل، نوادا

## د
- Dade County:  Georgia؛ Missouri؛
- شهرستان دگت، یوتا
- شهرستان داکوتا:  شهرستان داکوتا، مینه‌سوتا؛ شهرستان داکوتا، نبراسکا
- شهرستان داله، آلاباما
- شهرستان دالام، تگزاس
- شهرستان دالاس:  شهرستان دالاس، آلاباما؛ شهرستان دالاس، آرکانزاس؛ شهرستان دالاس، آیووا؛ شهرستان دالاس، میزوری؛ شهرستان دالاس، تگزاس
- شهرستان دان، ویسکانسین
- شهرستان دنیلز، مونتانا
- شهرستان دیر، کارولینای شمالی
- شهرستان دارک، اوهایو
- شهرستان دارلینگتون، کارولینای جنوبی
- Dauphin County, Pennsylvania
- شهرستان دیویدسن:  شهرستان دیویدسن، کارولینای شمالی؛ شهرستان دیویدسن، تنسی
- شهرستان دیوی، کارولینای شمالی
- شهرستان دیویس:  شهرستان دیویس، آیووا؛ شهرستان دیویس، یوتا؛ شهرستان دیویس، ایندیانا؛ شهرستان دیویس، کنتاکی؛ شهرستان دیویس، میزوری
- شهرستان داویسون، داکوتای جنوبی
- شهرستان داوز، نبراسکا
- شهرستان داوسن:  شهرستان داوسن، جورجیا؛ شهرستان داوسن، مونتانا؛ شهرستان داوسن، نبراسکا؛ شهرستان داوسون، تگزاس
- شهرستان دی، داکوتای جنوبی
- شهرستان دباکا، نیومکزیکو
- شهرستان دیکلب:  شهرستان دیکلب، آلاباما؛ شهرستان دیکلب، جورجیا؛ شهرستان دیکلب، ایلینوی؛ شهرستان دیکلب، ایندیانا؛ شهرستان دیکلب، میزوری؛ شهرستان دیکلب، تنسی
- پریش دسوتو، لوئیزیانا
- شهرستان دسوتو:  شهرستان دسوتو، فلوریدا؛ شهرستان دسوتو، میسیسیپی
- شهرستان دویت، ایلینوی
- شهرستان دویت، تگزاس
- شهرستان دف اسمیت، تگزاس
- شهرستان دیربورن، ایندیانا
- شهرستان دکاتور:  شهرستان دکاتور، جورجیا؛ شهرستان دکاتور، ایندیانا؛ شهرستان دکاتور، آیووا؛ شهرستان دکاتور، کانزاس؛ شهرستان دکاتور، تنسی
- شهرستان دیر لودج، مونتانا
- شهرستان دفیانس، اوهایو
- شهرستان دل نورت، کالیفرنیا
- شهرستان دلاویر:  شهرستان دلاویر، ایندیانا؛ شهرستان دلاویر، آیووا؛ شهرستان دلاویر، نیویورک؛ شهرستان دلاویر، اوهایو؛ شهرستان دلاویر، اکلاهما؛ شهرستان دلاویر، پنسیلوانیا
- شهرستان دلتا:  شهرستان دلتا، کلرادو؛ شهرستان دلتا، میشیگان؛ شهرستان دلتا، تگزاس
- Denali Borough, Alaska
- شهرستان دنت، میزوری
- شهرستان دنتون، تگزاس
- دنور
- شهرستان دس موینس، آیووا
- Deschutes County, Oregon
- شهرستان دشا، آرکانزاس
- شهرستان دویل:  شهرستان دویل، نبراسکا؛ شهرستان دویل، داکوتای جنوبی
- شهرستان دیوی:  شهرستان دیوی، اکلاهما؛ شهرستان دیوی، داکوتای جنوبی
- شهرستان دیکنز، تگزاس
- Dickenson County, Virginia
- شهرستان دیکی، داکوتای شمالی
- شهرستان دیکینسون:  شهرستان دیکینسون، آیووا؛ شهرستان دیکینسون، کانزاس؛ شهرستان دیکینسون، میشیگان
- شهرستان دیکسن، تنسی
- Dillingham Census Area, Alaska
- شهرستان دیلون، کارولینای جنوبی
- شهرستان دیمیت، تگزاس
- شهرستان دینیویدی، ویرجینیا
- واشینگتن، دی.سی.
- Divide County, North Dakota
- شهرستان دیکسی، فلوریدا
- شهرستان دیکسون، نبراسکا
- Doddridge County, West Virginia
- شهرستان دوج:  شهرستان داج، جورجیا؛ شهرستان دوج، مینه‌سوتا؛ شهرستان دوج، نبراسکا؛ شهرستان دوج، ویسکانسین
- شهرستان دولورس، کلرادو
- شهرستان دونیا آنا، نیومکزیکو
- شهرستان دونیپهان، کانزاس
- شهرستان دانلی، تگزاس
- شهرستان دولی، جورجیا
- شهرستان دور، ویسکانسین
- شهرستان دارچستر:  شهرستان دارچستر، مریلند؛ شهرستان دارچستر، کارولینای جنوبی
- شهرستان دووگرتی، جورجیا
- شهرستان داگلاس:  شهرستان داگلاس، کلرادو؛ شهرستان داگلاس، جورجیا؛ شهرستان داگلاس، ایلینوی؛ شهرستان داگلاس، کانزاس؛ شهرستان داگلاس، مینه‌سوتا؛ شهرستان داگلاس، میزوری؛ شهرستان داگلاس، نبراسکا؛ شهرستان داگلاس، نوادا؛ شهرستان داگلاس، اورگن؛ شهرستان داگلاس، داکوتای جنوبی؛ شهرستان داگلاس، واشینگتن؛ شهرستان داگلاس، ویسکانسین
- شهرستان درو، آرکانزاس
- شهرستان دوپیج، ایلینوی
- شهرستان دوبوا، ایندیانا
- شهرستان دوبوک، آیووا
- شهرستان دوشن، یوتا
- شهرستان دوکس، ماساچوست
- Dundy County, Nebraska
- Dunklin County, Missouri
- شهرستان دون:  شهرستان دون، داکوتای شمالی؛ شهرستان دون، ویسکانسین
- شهرستان داپلین، کارولینای شمالی
- شهرستان دورهام، کارولینای شمالی
- شهرستان داچس، نیویورک
- شهرستان دووال:  شهرستان دووال، فلوریدا؛ شهرستان دووال، تگزاس
- شهرستان دایر، تنسی

## ر
- شهرستان رایت:  شهرستان رایت، آیووا؛ شهرستان رایت، مینه‌سوتا؛ شهرستان رایت، میزوری
- شهرستان رابون، جورجیا
- شهرستان رسین، ویسکانسین
- شهرستان رینس، تگزاس
- شهرستان رالی، ویرجینیای غربی
- شهرستان رالز، میزوری
- شهرستان رامسی:  شهرستان رامسی، مینه‌سوتا؛ شهرستان رامسی، داکوتای شمالی
- شهرستان رندال، تگزاس
- شهرستان رندولف:  شهرستان رندولف، آلاباما؛ شهرستان رندولف، آرکانزاس؛ شهرستان رندولف، جورجیا؛ شهرستان رندولف، ایلینوی؛ شهرستان رندولف، ایندیانا؛ شهرستان رندولف، میزوری؛ شهرستان رندالف، کارولینای شمالی؛ شهرستان رندولف، ویرجینیای غربی
- شهرستان رنکین، میسیسیپی
- شهرستان رانسوم، داکوتای شمالی
- پریش رپیدز، لوئیزیانا
- شهرستان راپاناک، ویرجینیا
- شهرستان راوالی، مونتانا
- شهرستان راولینز، کانزاس
- شهرستان ری، میزوری
- شهرستان ریگان، تگزاس
- شهرستان رئال، تگزاس
- شهرستان رد لیک، مینه‌سوتا
- شهرستان رد ریور، تگزاس
- پریش رد ریور، لوئیزیانا
- شهرستان رد ویلو، نبراسکا
- شهرستان ردوود، مینه‌سوتا
- شهرستان ریوز، تگزاس
- شهرستان رفجیو، تگزاس
- شهرستان رنو، کانزاس
- شهرستان رنسلیر، نیویورک
- شهرستان رنویل:  شهرستان رنویل، مینه‌سوتا؛ شهرستان رنویل، داکوتای شمالی
- شهرستان ریپابلیک، کانزاس
- شهرستان رینولدز، میزوری
- شهرستان رئا، تنسی
- شهرستان رایس:  شهرستان رایس، کانزاس؛ شهرستان رایس، مینه‌سوتا
- شهرستان ریچ، یوتا
- شهرستان ریچاردسون، نبراسکا
- شهرستان ریچلند:  شهرستان ریچلند، ایلینوی؛ شهرستان ریچلند، مونتانا؛ شهرستان ریچلند، داکوتای شمالی؛ شهرستان ریچلند، اوهایو؛ شهرستان ریچلند، کارولینای جنوبی؛ شهرستان ریچلند، ویسکانسین
- پریش ریچلند، لوئیزیانا
- شهرستان ریچموند:  شهرستان ریچموند، جورجیا؛ استیتن آیلند؛ شهرستان ریچموند، کارولینای شمالی؛ شهرستان ریچموند، ویرجینیا
- شهرستان ریلی، کانزاس
- شهرستان رینگ‌گلد، آیووا
- شهرستان ریو آریبا، نیومکزیکو
- شهرستان ریو بلانکو، کلرادو
- شهرستان ریو گریند، کلرادو
- شهرستان ریپلی:  شهرستان ریپلی، ایندیانا؛ شهرستان ریپلی، میزوری
- شهرستان ریچی، ویرجینیای غربی
- شهرستان ریورساید، کالیفرنیا
- شهرستان روان:  شهرستان روان، تنسی؛ شهرستان روان، ویرجینیای غربی
- شهرستان روآن:  شهرستان روآن، کنتاکی؛ شهرستان روآن، کارولینای شمالی
- شهرستان روانوک، ویرجینیا
- شهرستان رابرتز:  شهرستان رابرتس، داکوتای جنوبی؛ شهرستان رابرتس، تگزاس
- شهرستان رابرتسون:  شهرستان رابرتسون، کنتاکی؛ شهرستان رابرتسون، تنسی؛ شهرستان رابرتسون، تگزاس
- Robeson County, North Carolina
- شهرستان راک:  شهرستان راک، مینه‌سوتا؛ شهرستان راک، نبراسکا؛ شهرستان راک، ویسکانسین
- شهرستان راک آیلند، ایلینوی
- Rockbridge County, Virginia
- شهرستان راک کاسل، کنتاکی
- شهرستان راکدیل، جورجیا
- شهرستان راکینگهام:  شهرستان راکینگهام، نیوهمپشایر؛ شهرستان راکینگهام، کارولینای شمالی؛ شهرستان راکینگهام، ویرجینیا
- شهرستان راکلند، نیویورک
- شهرستان راک‌وال، تگزاس
- شهرستان راجر میلز، اکلاهما
- شهرستان راجرز، اکلاهما
- شهرستان رولت، داکوتای شمالی
- شهرستان روکس، کانزاس
- شهرستان روزولت:  شهرستان روزولت، مونتانا؛ شهرستان روزولت، نیومکزیکو
- شهرستان راسکومون، میشیگان
- شهرستان روسو، مینه‌سوتا
- شهرستان رووزباد، مونتانا
- شهرستان روس، اوهایو
- شهرستان روت، کلرادو
- Runnels County, Texas
- شهرستان راش:  شهرستان راش، ایندیانا؛ شهرستان راش، کانزاس
- شهرستان راسک:  شهرستان راسک، تگزاس؛ شهرستان راسک، ویسکانسین
- شهرستان راسل:  شهرستان راسل، آلاباما؛ شهرستان راسل، کانزاس؛ شهرستان راسل، کنتاکی؛ شهرستان راسل، ویرجینیا
- شهرستان روترفورد:  شهرستان رادرفورد، کارولینای شمالی؛ شهرستان رادرفورد، تنسی
- شهرستان روتلند، ورمونت

## ز
- شهرستان زاپاتا، تگزاس
- شهرستان زاوالا، تگزاس
- شهرستان زیباچ، داکوتای جنوبی

## س
- شهرستان سیسیل، مریلند
- شهرستان سدار:  شهرستان سیدر، آیووا؛ شهرستان سدار، میزوری؛ شهرستان سدار، نبراسکا
- شهرستان سنتر، پنسیلوانیا
- شهرستان سرو گوردو، آیووا
- شهرستان سیبولا، نیومکزیکو
- شهرستان سیمران، اکلاهما
- شهرستان سیتروس، فلوریدا
- شهرستان سبین، تگزاس
- پریش سابینه، لوئیزیانا
- شهرستان سک، آیووا
- شهرستان ساکرامنتو، کالیفرنیا
- شهرستان ساگاداهاک، مین
- شهرستان سگینا، میشیگان
- شهرستان سگوایچ، کلرادو
- شهرستان سیلم، نیوجرسی
- شهرستان سالین:  شهرستان سالین، آرکانزاس؛ شهرستان سالین، ایلینوی؛ شهرستان سالین، کانزاس؛ شهرستان سالین، میزوری؛ شهرستان سالین، نبراسکا
- شهرستان سالت‌لیک، یوتا
- شهرستان سالودا، کارولینای جنوبی
- شهرستان سمپسون، کارولینای شمالی
- شهرستان سن آگوستین، تگزاس
- شهرستان سن بنیتو، کالیفرنیا
- شهرستان سن برناردینو، کالیفرنیا
- شهرستان سن دیگو، کالیفرنیا
- سان فرانسیسکو
- شهرستان سن جاسینتو، تگزاس
- شهرستان سن ژواکین، کالیفرنیا
- شهرستان سن خوان:  شهرستان سن خوان، کلرادو؛ شهرستان سن خوآن، نیومکزیکو؛ شهرستان سن‌خوآن، یوتا؛ شهرستان سن خوان، واشینگتن
- شهرستان سن لوییز اوبیسپو، کالیفرنیا
- شهرستان سن ماتئو، کالیفرنیا
- شهرستان سن میگل:  شهرستان سن میگل، کلرادو؛ شهرستان سن میگل، نیومکزیکو
- شهرستان سن پاتریسیو، تگزاس
- شهرستان سن سابا، تگزاس
- شهرستان سنبورن، داکوتای جنوبی
- شهرستان ساندرز، مونتانا
- شهرستان سندووال، نیومکزیکو
- شهرستان ساندوسکای، اوهایو
- Sangamon County, Illinois
- Sanilac County, Michigan
- شهرستان سنپیت، یوتا
- شهرستان سانتا باربارا، کالیفرنیا
- شهرستان سانتا کلارا، کالیفرنیا
- شهرستان سانتا کروز:  شهرستان سانتا کروز، آریزونا؛ شهرستان سانتا کروز، کالیفرنیا
- شهرستان سنتافه، نیومکزیکو
- شهرستان سانتا امرسون، فلوریدا
- شهرستان ساراسوتا، فلوریدا
- شهرستان ساراتوگا، نیویورک
- شهرستان سارجنت، داکوتای شمالی
- شهرستان سرپی، نبراسکا
- شهرستان ساوک، ویسکانسین
- Saunders County, Nebraska
- شهرستان سایر، ویسکانسین
- شهرستان سچویلکیلل، پنسیلوانیا
- شهرستان سیوتو، اوهایو
- شهرستان سیرسی، آرکانزاس
- شهرستان سباستین، آرکانزاس
- Sedgwick County:  شهرستان سجویک، کلرادو؛ شهرستان سجویک، کانزاس
- شهرستان سمینول:  شهرستان سمینول، فلوریدا؛ شهرستان سمینول، جورجیا؛ شهرستان سمینول، اکلاهما
- شهرستان سنکا:  شهرستان سنکا، نیویورک؛ شهرستان سنکا، اوهایو
- شهرستان سکواچی، تنسی
- شهرستان سکویا، اکلاهما
- شهرستان سویر:  شهرستان سویر، آرکانزاس؛ شهرستان سویر، تنسی؛ شهرستان سویر، یوتا
- شهرستان سورد:  شهرستان سورد، کانزاس؛ شهرستان سورد، نبراسکا
- شهرستان سیبلی، مینه‌سوتا
- شهرستان سیرا:  شهرستان سیرا، کالیفرنیا؛ شهرستان سیرا، نیومکزیکو
- شهرستان سیلور بو، مونتانا
- شهرستان سیمپسون:  شهرستان سیمپسون، کنتاکی؛ شهرستان سیمپسون، میسیسیپی
- شهرستان سو:  شهرستان سو، آیووا؛ شهرستان سو، نبراسکا؛ شهرستان سو، داکوتای شمالی
- شهرستان سیسکیو، کالیفرنیا
- سیتکا، آلاسکا
- شهرستان ساکورو، نیومکزیکو
- شهرستان سولانو، کالیفرنیا
- Somerset County:  شهرستان سامرست، مین؛ شهرستان سامرست، مریلند؛ شهرستان سامرست، نیوجرسی؛ شهرستان سامرست، پنسیلوانیا
- Somervell County, Texas
- شهرستان سونوما، کالیفرنیا
- شهرستان ساوت‌همپتون، ویرجینیا
- Southeast Fairbanks Census Area, Alaska
- شهرستان سنت چارلز، میزوری
- پریش سنت چارلز، لوئیزیانا
- شهرستان سنت کلیر: شهرستان سنت کلیر، آلاباما؛ شهرستان سنت کلیر، ایلینوی؛ شهرستان سنت کلیر، میشیگان؛ شهرستان سنت کلیر، میزوری
- شهرستان سنت کریکس، ویسکانسین
- شهرستان سنت فرانسیس، آرکانزاس
- St. Francois County, Missouri
- پریش سنت هلنا، لوئیزیانا
- پریش سنت جیمز، لوئیزیانا
- پریش سنت جان باپتیست، لوئیزیانا
- St. Johns County, Florida
- شهرستان سنت ژوزف:  شهرستان سنت ژوزف، ایندیانا؛ شهرستان سنت ژوزف، میشیگان
- پریش سنت لندری، لوئیزیانا
- شهرستان سنت لارنس، نیویورک
- شهرستان سنت لوئیس:  شهرستان سنت لوئیس، مینه‌سوتا؛ شهرستان سنت لوئیس، میزوری
- شهرستان سنت لوسی، فلوریدا
- پریش سنت. مارتین، لوئیزیانا
- پریش سنت مری، لوئیزیانا
- شهرستان سنت ماری، مریلند
- پریش سنت تامانی، لوئیزیانا
- شهرستان سوبلت، وایومینگ
- Suffolk County:  شهرستان سافک، ماساچوست؛ شهرستان سافک، نیویورک
- شهرستان سولیوان:  شهرستان سولیوان، ایندیانا؛ شهرستان سولیوان، میزوری؛ شهرستان سولیوان، نیوهمپشایر؛ شهرستان سولیوان، نیویورک؛ شهرستان سولیوان، پنسیلوانیا؛ شهرستان سولیوان، تنسی
- شهرستان سولی، داکوتای جنوبی
- شهرستان سامرز، ویرجینیای غربی
- شهرستان سامیت:  شهرستان سامیت، کلرادو؛ شهرستان سامیت، اوهایو؛ شهرستان سامیت، یوتا
- شهرستان سومنر:  شهرستان سامنر، کانزاس؛ شهرستان سومنر، تنسی
- Sumter County:  شهرستان سومتر، آلاباما؛ شهرستان سومتر، فلوریدا؛ شهرستان سومتر، جورجیا؛ شهرستان سومتر، کارولینای جنوبی
- شهرستان سانفلاور، میسیسیپی
- Surry County:  شهرستان سری، کارولینای شمالی؛ شهرستان سری، ویرجینیا
- شهرستان ساسکوهنا، پنسیلوانیا
- شهرستان ساسکس:  شهرستان ساسکس، دلاویر؛ شهرستان ساسکس، نیوجرسی؛ شهرستان ساسکس، ویرجینیا
- شهرستان سوتر، کالیفرنیا
- شهرستان ساتون، تگزاس
- شهرستان سوانه، فلوریدا
- شهرستان سوین، کارولینای شمالی
- شهرستان سوئیت‌واتر، وایومینگ
- شهرستان سوئیفت، مینه‌سوتا
- شهرستان سویشر، تگزاس
- شهرستان سوئیس، ایندیانا
- پریش سنت برنارد، لوئیزیانا

## ش
- Shackelford County, Texas
- شهرستان شنون، میزوری
- شهرستان شارکی، میسیسیپی
- شهرستان شارپ، آرکانزاس
- شهرستان شاستا، کالیفرنیا
- شهرستان شاوانو، ویسکانسین
- شهرستان شاونی، کانزاس
- شهرستان شیبویگان، ویسکانسین
- شهرستان شل‌بای:  شهرستان شلبی، آلاباما؛ شهرستان شل‌بای، ایلینوی؛ شهرستان شل‌بای، ایندیانا؛ شهرستان شل‌بای، آیووا؛ شهرستان شلبی، کنتاکی؛ شهرستان شل‌بای، میزوری؛ شهرستان شلبی، اوهایو؛ شهرستان شلبی، تنسی؛ شهرستان شلبی، تگزاس
- شهرستان شنندوا، ویرجینیا
- شهرستان شربرن، مینه‌سوتا
- شهرستان شریدن:  شهرستان شریدن، کانزاس؛ شهرستان شریدن، مونتانا؛ شهرستان شریدن، نبراسکا؛ شهرستان شریدن، داکوتای شمالی؛ شهرستان شریدن، وایومینگ
- شهرستان شرمن:  شهرستان شرمن، کانزاس؛ شهرستان شرمن، نبراسکا؛ شهرستان شرمن، اورگن؛ شهرستان شرمن، تگزاس
- شهرستان شیاواسه، میشیگان
- شهرستان شوشونی، آیداهو

## ف
- Fairbanks North Star Borough, Alaska
- شهرستان فرفکس، ویرجینیا
- شهرستان فیرفیلد:  شهرستان فیرفیلد، کنتیکت؛ شهرستان فیرفیلد، اوهایو؛ شهرستان فیرفیلد، کارولینای جنوبی
- شهرستان فال ریور، داکوتای جنوبی
- شهرستان فالون، مونتانا
- شهرستان فالز، تگزاس
- شهرستان فانین:  شهرستان فانین، جورجیا؛ شهرستان فنین، تگزاس
- شهرستان فریبلت، مینه‌سوتا
- شهرستان فاولک، داکوتای جنوبی
- شهرستان فاکنر، آرکانزاس
- Fauquier County, Virginia
- شهرستان فایت:  شهرستان فایت، آلاباما؛ شهرستان فایت، جورجیا؛ شهرستان فایتی، ایلینوی؛ شهرستان فایت، ایندیانا؛ شهرستان فایت، آیووا؛ شهرستان فیت، کنتاکی؛ شهرستان فیت، اوهایو؛ شهرستان فایت، پنسیلوانیا؛ شهرستان فایت، تنسی؛ شهرستان فیت، تگزاس؛ شهرستان فایت، ویرجینیای غربی
- شهرستان فنترس، تنسی
- شهرستان فرگس، مونتانا
- شهرستان فری، واشینگتن
- شهرستان فیلمور:  شهرستان فیلمور، مینه‌سوتا؛ شهرستان فیلمور، نبراسکا
- شهرستان فینی، کانزاس
- شهرستان فیشر، تگزاس
- شهرستان فلگلر، فلوریدا
- Flathead County, Montana
- شهرستان فلمینگ، کنتاکی
- شهرستان فلورانس:  شهرستان فلورانس، کارولینای جنوبی؛ شهرستان فلورانس، ویسکانسین
- شهرستان فلوید:  شهرستان فلوید، جورجیا؛ شهرستان فلوید، ایندیانا؛ شهرستان فلوید، آیووا؛ شهرستان فلوید، کنتاکی؛ شهرستان فلوید، تگزاس؛ شهرستان فلوید، ویرجینیا
- Fluvanna County, Virginia
- شهرستان فوارد، تگزاس
- شهرستان فوند دو لک، ویسکانسین
- Ford County:  شهرستان فورد، ایلینوی؛ شهرستان فورد، کانزاس
- شهرستان فارست:  شهرستان فارست، پنسیلوانیا؛ شهرستان فارست، ویسکانسین
- شهرستان فارست، میسیسیپی
- شهرستان فورسایت:  شهرستان فورسایت، جورجیا؛ شهرستان فورسایت، کارولینای شمالی
- شهرستان فورت بند، تگزاس
- شهرستان فاستر، داکوتای شمالی
- شهرستان فانتن، ایندیانا
- شهرستان فرانکلین:  شهرستان فرانکلین، آلاباما؛ شهرستان فرانکلین، آرکانزاس؛ شهرستان فرانکلین، فلوریدا؛ شهرستان فرانکلین، جورجیا؛ شهرستان فرانکلین، آیداهو؛ شهرستان فرانکلین، ایلینوی؛ شهرستان فرانکلین، ایندیانا؛ شهرستان فرانکلین، آیووا؛ شهرستان فرانکلین، کانزاس؛ شهرستان فرانکلین، کنتاکی؛ شهرستان فرانکلین، مین؛ شهرستان فرانکلین، ماساچوست؛ شهرستان فرانکلین، میسیسیپی؛ شهرستان فرانکلین، میزوری؛ شهرستان فرانکلین، نبراسکا؛ شهرستان فرانکلین، نیویورک؛ شهرستان فرانکلین، کارولینای شمالی؛ شهرستان فرانکلین، اوهایو؛ شهرستان فرانکلین، پنسیلوانیا؛ شهرستان فرانکلین، تنسی؛ شهرستان فرانکلین، تگزاس؛ شهرستان فرانکلین، ورمونت؛ شهرستان فرانکلین، ویرجینیا؛ شهرستان فرانکلین، واشینگتن
- پریش فرانکلین، لوئیزیانا
- شهرستان فردریک:  شهرستان فردریک، مریلند؛ شهرستان فردریک، ویرجینیا
- شهرستان فری‌بورن، مینه‌سوتا
- شهرستان فرستون، تگزاس
- شهرستان فرمونت:  شهرستان فرمونت، کلرادو؛ شهرستان فرمونت، آیداهو؛ شهرستان فرمونت، آیووا؛ شهرستان فرمونت، وایومینگ
- شهرستان فرسنو، کالیفرنیا
- شهرستان فریو، تگزاس
- شهرستان فرانتیر، نبراسکا
- شهرستان فولتن:  شهرستان فولتن، آرکانزاس؛ شهرستان فولتن، جورجیا؛ شهرستان فولتن، ایلینوی؛ شهرستان فولتن، ایندیانا؛ شهرستان فولتن، کنتاکی؛ شهرستان فولتن، نیویورک؛ شهرستان فولتن، اوهایو؛ شهرستان فولتن، پنسیلوانیا
- Furnas County, Nebraska

## ک
- شهرستان کالامازو، میشیگان
- شهرستان کالاوائو، هاوایی
- Kalkaska County, Michigan
- Kanabec County, Minnesota
- شهرستان کاناوا، ویرجینیای غربی
- شهرستان کندیوهای، مینه‌سوتا
- Kane County:  Illinois؛ شهرستان کین، یوتا
- شهرستان کنکاکی، ایلینوی
- شهرستان کارنز، تگزاس
- شهرستان کائوآئی، هاوایی
- شهرستان کافمن، تگزاس
- شهرستان کی، اکلاهما
- شهرستان کارنی، نبراسکا
- شهرستان کارنی، کانزاس
- شهرستان کیت، نبراسکا
- شهرستان کمپر، میسیسیپی
- Kenai Peninsula Borough, Alaska
- شهرستان کندال:  شهرستان کندال، ایلینوی؛ شهرستان کندال، تگزاس
- شهرستان کندی، تگزاس
- شهرستان کنبک، مین
- شهرستان کنوشا، ویسکانسین
- شهرستان کنت:  شهرستان کنت، دلاویر؛ شهرستان کنت، مریلند؛ شهرستان کنت، میشیگان؛ شهرستان کنت، رود آیلند؛ شهرستان کنت، تگزاس
- شهرستان کنتون، کنتاکی
- شهرستان کئوکوک، آیووا
- شهرستان کرن، کالیفرنیا
- شهرستان کر، تگزاس
- شهرستان کرشاو، کارولینای جنوبی
- Ketchikan Gateway Borough, Alaska
- شهرستان کیوانی، ویسکانسین
- Keweenaw County, Michigan
- Keya Paha County, Nebraska
- شهرستان کیدر، داکوتای شمالی
- شهرستان کیمبل، نبراسکا
- شهرستان کیمبل، تگزاس
- King County:  شهرستان کینگ، تگزاس؛ شهرستان کینگ، واشینگتن
- شهرستان کینگ جورج، ویرجینیا
- شهرستان کینگ ویلیام، ویرجینیا
- شهرستان کینگ و کوین، ویرجینیا
- شهرستان کینگ‌فیشر، اکلاهما
- شهرستان کینگمن، کانزاس
- Kings County: شهرستان کینگز، کالیفرنیا؛ بروکلین
- شهرستان کینگسبری، داکوتای جنوبی
- شهرستان کینی، تگزاس
- شهرستان کیووا:  شهرستان کیووا، کلرادو؛ شهرستان کیووا، کانزاس؛ شهرستان کیووا، اکلاهما
- شهرستان کیت کارسون، کلرادو
- شهرستان کیتساپ، واشینگتن
- شهرستان کیتیتاس، واشینگتن
- شهرستان کیتسان، مینه‌سوتا
- شهرستان کلاماث، اورگن
- شهرستان کلبرگ، تگزاس
- شهرستان کلیکیتات، واشینگتن
- شهرستان نات، کنتاکی
- شهرستان ناکس:  شهرستان ناکس، ایلینوی؛ شهرستان ناکس، ایندیانا؛ شهرستان ناکس، کنتاکی؛ شهرستان ناکس، مین؛ شهرستان ناکس، میزوری؛ شهرستان ناکس، نبراسکا؛ شهرستان ناکس، اوهایو؛ شهرستان ناکس، تنسی؛ شهرستان ناکس، تگزاس
- Kodiak Island Borough, Alaska
- Koochiching County, Minnesota
- شهرستان کوتنای، آیداهو
- شهرستان کسیوسکو، ایندیانا
- شهرستان کاسوت، آیووا
- Kusilvak Census Area, Alaska
- Cabarrus County, North Carolina
- شهرستان کابل، ویرجینیای غربی
- شهرستان کش، یوتا
- شهرستان کدو، اکلاهما
- پریش کادو، لوئیزیانا
- شهرستان کالاوراس، کالیفرنیا
- پریش کلکیشو، لوئیزیانا
- شهرستان کالدول:  شهرستان کالدول، کنتاکی؛ شهرستان کالدول، میزوری؛ شهرستان کالدول، کارولینای شمالی؛ شهرستان کالدول، تگزاس
- پریش کالدول، لوئیزیانا
- شهرستان کلدونیا، ورمونت
- شهرستان کلهون:  شهرستان کلهون، آلاباما؛ شهرستان کلهون، آرکانزاس؛ شهرستان کلهون، فلوریدا؛ شهرستان کلهون، جورجیا؛ شهرستان کلهون، ایلینوی؛ شهرستان کلهون، آیووا؛ شهرستان کالهاون، میشیگان؛ شهرستان کالهون، میسیسیپی؛ شهرستان کلهون، کارولینای جنوبی؛ شهرستان کلهون، تگزاس؛ شهرستان کلهون، ویرجینیای غربی
- شهرستان کلهن، تگزاس
- شهرستان کالاوی، میزوری
- شهرستان کلووی، کنتاکی
- شهرستان کالومت، ویسکانسین
- شهرستان کلورت، مریلند
- شهرستان کاماس، آیداهو
- شهرستان کمبریا، پنسیلوانیا
- Camden County:  شهرستان کمدن، جورجیا؛ شهرستان کمدن، میزوری؛ شهرستان کمدن، نیوجرسی؛ شهرستان کمدن، کارولینای شمالی
- شهرستان کمرون:  شهرستان کمرون، پنسیلوانیا؛ شهرستان کمرون، تگزاس
- پریش کمرون، لوئیزیانا
- شهرستان کمپ، تگزاس
- شهرستان کمبل:  شهرستان کمبل، کنتاکی؛ شهرستان کمبل، داکوتای جنوبی؛ شهرستان کمبل، تنسی؛ شهرستان کمبل، ویرجینیا؛ شهرستان کمبل، وایومینگ
- شهرستان کانادا، اکلاهما
- Candler County, Georgia
- شهرستان کانن، تنسی
- شهرستان کانیون، آیداهو
- شهرستان کاپ گیرارداو، میزوری
- شهرستان کیپ می، نیوجرسی
- شهرستان کربن:  شهرستان کربن، مونتانا؛ شهرستان کربن، پنسیلوانیا؛ شهرستان کربن، یوتا؛ شهرستان کربن، وایومینگ
- شهرستان کاربو، آیداهو
- شهرستان کارلایل، کنتاکی
- شهرستان کارلتون، مینه‌سوتا
- شهرستان کارولین:  شهرستان کارولین، مریلند؛ شهرستان کارولین، ویرجینیا
- شهرستان کرول:  شهرستان کرول، آرکانزاس؛ شهرستان کرول، جورجیا؛ شهرستان کرول، ایلینوی؛ شهرستان کرول، ایندیانا؛ شهرستان کرول، آیووا؛ شهرستان کرول، کنتاکی؛ شهرستان کرول، مریلند؛ شهرستان کارول، میسیسیپی؛ شهرستان کرول، میزوری؛ شهرستان کارول، نیوهمپشایر؛ شهرستان کرول، اوهایو؛ شهرستان کرول، تنسی؛ شهرستان کرول، ویرجینیا
- شهرستان کارسون، تگزاس
- شهرستان کارتر:  شهرستان کارتر، کنتاکی؛ شهرستان کارتر، میزوری؛ شهرستان کارتر، مونتانا؛ شهرستان کارتر، اکلاهما؛ شهرستان کارتر، تنسی
- شهرستان کارترت، کارولینای شمالی
- شهرستان کارور، مینه‌سوتا
- شهرستان کاسکید، مونتانا
- شهرستان کیسی، کنتاکی
- شهرستان کاس:  شهرستان کاس، ایلینوی؛ شهرستان کاس، ایندیانا؛ شهرستان کاس، آیووا؛ شهرستان کاس، میشیگان؛ شهرستان کاس، مینه‌سوتا؛ شهرستان کاس، میزوری؛ شهرستان کس، نبراسکا؛ شهرستان کاس، داکوتای شمالی؛ شهرستان کس، تگزاس
- Cassia County, Idaho
- شهرستان کسترو، تگزاس
- شهرستان کسول، کارولینای شمالی
- پریش کاتاهولا، لوئیزیانا
- شهرستان کاتاوبا، کارولینای شمالی
- شهرستان کتوسا، جورجیا
- شهرستان کترون، نیومکزیکو
- شهرستان کاتاراگوس، نیویورک
- شهرستان کاوالیر، داکوتای شمالی
- شهرستان کایوگا، نیویورک
- شهرستان کریستین:  شهرستان کریستین، ایلینوی؛ شهرستان کریستین، کنتاکی؛ شهرستان کریستین، میزوری
- شهرستان کلاکاماس، اورگن
- شهرستان کالیبورن:  شهرستان کلیبورن، میسیسیپی؛ شهرستان کلیبورن، تنسی
- پریش کلیبورن، لوئیزیانا
- شهرستان کلالام، واشینگتن
- شهرستان کلیر، میشیگان
- شهرستان کلارندون، کارولینای جنوبی
- شهرستان کلریان، پنسیلوانیا
- شهرستان کلارک:  شهرستان کلارک، آرکانزاس؛ شهرستان کلارک، آیداهو؛ شهرستان کلارک، ایلینوی؛ شهرستان کلارک، ایندیانا؛ شهرستان کلارک، کانزاس؛ شهرستان کلارک، کنتاکی؛ شهرستان کلارک، میزوری؛ شهرستان کلارک، نوادا؛ شهرستان کلارک، اوهایو؛ شهرستان کلارک، داکوتای جنوبی؛ شهرستان کلارک، واشینگتن؛ شهرستان کلارک، ویسکانسین
- Clarke County:  شهرستان کلارک، آلاباما؛ شهرستان کلارک، جورجیا؛ شهرستان کلارک، آیووا؛ شهرستان کلارک، میسیسیپی؛ شهرستان کلارک، ویرجینیا
- Clatsop County, Oregon
- شهرستان کلی:  شهرستان کلی، آلاباما؛ شهرستان کلی، آرکانزاس؛ شهرستان کلی، فلوریدا؛ شهرستان کلی، جورجیا؛ شهرستان کلی، ایلینوی؛ شهرستان کلی، ایندیانا؛ شهرستان کلی، آیووا؛ شهرستان کلی، کانزاس؛ شهرستان کلی، کنتاکی؛ شهرستان کلی، مینه‌سوتا؛ شهرستان کلی، میسیسیپی؛ شهرستان کلی، میزوری؛ شهرستان کلی، نبراسکا؛ شهرستان کلی، کارولینای شمالی؛ شهرستان کلی، داکوتای جنوبی؛ شهرستان کلی، تنسی؛ شهرستان کلی، تگزاس؛ شهرستان کلی، ویرجینیای غربی
- شهرستان کلیتون:  شهرستان کلیتون، جورجیا؛ شهرستان کلیتون، آیووا
- شهرستان کلیر کریک، کلرادو
- شهرستان کلیرفیلد، پنسیلوانیا
- Clearwater County:  شهرستان کلیرواتر، آیداهو؛ شهرستان کلیرواتر، مینه‌سوتا
- شهرستان کلیبرن:  شهرستان کلیبرن، آلاباما؛ شهرستان کلیبرن، آرکانزاس
- شهرستان کلرمونت، اوهایو
- شهرستان کلیولند:  شهرستان کلیولند، آرکانزاس؛ شهرستان کلیولند، کارولینای شمالی؛ شهرستان کلیولند، اکلاهما
- Clinch County, Georgia
- شهرستان کلینتون:  شهرستان کلینتون، ایلینوی؛ شهرستان کلینتون، ایندیانا؛ شهرستان کلینتون، آیووا؛ شهرستان کلینتون، کنتاکی؛ شهرستان کلینتون، میشیگان؛ شهرستان کلینتون، میزوری؛ شهرستان کلینتون، نیویورک؛ شهرستان کلینتون، اوهایو؛ شهرستان کلینتون، پنسیلوانیا
- شهرستان کلاود، کانزاس
- شهرستان کواهوما، میسیسیپی
- شهرستان کول، اکلاهما
- شهرستان کاب، جورجیا
- شهرستان کوچیز، آریزونا
- شهرستان کاکرن، تگزاس
- شهرستان کوک، تنسی
- شهرستان کاکانینو، آریزونا
- شهرستان کادینگتون، داکوتای جنوبی
- شهرستان کافی:  شهرستان کافی، آلاباما؛ شهرستان کافی، جورجیا؛ شهرستان کافی، تنسی
- شهرستان کافی، کانزاس
- شهرستان کک، تگزاس
- شهرستان کلبرت، آلاباما
- شهرستان کول، میزوری
- شهرستان کولمن، تگزاس
- شهرستان کولز، ایلینوی
- شهرستان کالفکس:  شهرستان کالفکس، نبراسکا؛ شهرستان کالفکس، نیومکزیکو
- شهرستان کالتون، کارولینای جنوبی
- شهرستان کلیر، فلوریدا
- شهرستان کالین، تگزاس
- شهرستان کولینگزورث، تگزاس
- شهرستان کلرادو، تگزاس
- شهرستان کولکویت، جورجیا
- شهرستان کلمبیا:  شهرستان کلمبیا، آرکانزاس؛ شهرستان کلمبیا، فلوریدا؛ شهرستان کلمبیا، جورجیا؛ شهرستان کلمبیا، نیویورک؛ شهرستان کلمبیا، اورگن؛ شهرستان کلمبیا، پنسیلوانیا؛ شهرستان کلمبیا، واشینگتن؛ شهرستان کلمبیا، ویسکانسین
- شهرستان کلمبیانا، اوهایو
- شهرستان کلمبوس، کارولینای شمالی
- شهرستان کولوزا، کالیفرنیا
- شهرستان کومال، تگزاس
- شهرستان کومانچی:  شهرستان کومانچی، کانزاس؛ شهرستان کومانچی، اکلاهما؛ شهرستان کومانچی، تگزاس
- شهرستان کانچو، تگزاس
- پریش کنکوردیا، لوئیزیانا
- Conecuh County, Alabama
- Conejos County, Colorado
- شهرستان کنترا کوستا، کالیفرنیا
- شهرستان کانورس، وایومینگ
- شهرستان کانوی، آرکانزاس
- شهرستان کوک:  شهرستان کوک، جورجیا؛ شهرستان کوک (ایلینوی)؛ شهرستان کوک، مینه‌سوتا
- شهرستان کوک، تگزاس
- شهرستان کوپر، میزوری
- شهرستان کوس، اورگن
- شهرستان کوآس، نیوهمپشایر
- شهرستان کوسا، آلاباما
- Copiah County, Mississippi
- شهرستان کورسان، داکوتای جنوبی
- شهرستان کورتلند، نیویورک
- شهرستان کوریل، تگزاس
- شهرستان کوشاکتن، اوهایو
- شهرستان کوستیا، کلرادو
- شهرستان کاتل، تگزاس
- شهرستان کاتن، اکلاهما
- شهرستان کاتنوود، مینه‌سوتا
- شهرستان کاوینگتون:  شهرستان کاوینگتون، آلاباما؛ شهرستان کاوینگتون، میسیسیپی
- شهرستان کووتا، جورجیا
- شهرستان کاولی، کانزاس
- شهرستان کائولیتز، واشینگتن
- شهرستان کریگ:  شهرستان کریگ، اکلاهما؛ شهرستان کریگ، ویرجینیا
- شهرستان کریگهید، آرکانزاس
- شهرستان کرین، تگزاس
- شهرستان کریون، کارولینای شمالی
- شهرستان کرافورد:  شهرستان کرافورد، آرکانزاس؛ شهرستان کرافورد، جورجیا؛ شهرستان کرافورد، ایلینوی؛ شهرستان کرافورد، ایندیانا؛ شهرستان کرافورد، آیووا؛ شهرستان کرافورد، کانزاس؛ شهرستان کرافورد، میشیگان؛ شهرستان کرافورد، میزوری؛ شهرستان کرافورد، اوهایو؛ شهرستان کرافورد، پنسیلوانیا؛ شهرستان کرافورد، ویسکانسین
- شهرستان کریک، اکلاهما
- شهرستان کارنشو، آلاباما
- شهرستان کرسپ، جورجیا
- شهرستان کریتندن:  شهرستان کریتندن، آرکانزاس؛ شهرستان کریتندن، کنتاکی
- شهرستان کراکت:  شهرستان کراکت، تنسی؛ شهرستان کراکت، تگزاس
- شهرستان کروک:  شهرستان کروک، اورگن؛ شهرستان کروک، وایومینگ
- شهرستان کرازبی، تگزاس
- شهرستان نیوکراس، آرکانزاس
- شهرستان کرو وینگ، مینه‌سوتا
- شهرستان کراولی، کلرادو
- شهرستان کالبرسن، تگزاس
- شهرستان کلمن، آلاباما
- شهرستان کالپپر، ویرجینیا
- شهرستان کامبرلند:  شهرستان کومبرلند، ایلینوی؛ شهرستان کامبرلند، کنتاکی؛ شهرستان کامبرلند، مین؛ شهرستان کامبرلند، نیوجرسی؛ شهرستان کامبرلند، کارولینای شمالی؛ شهرستان کامبرلند، پنسیلوانیا؛ شهرستان کامبرلند، تنسی؛ شهرستان کامبرلند، ویرجینیا
- Cuming County, Nebraska
- شهرستان کریتاک، کارولینای شمالی
- Curry County:  شهرستان کری، نیومکزیکو؛ شهرستان کوری، اورگن
- شهرستان کاستر:  شهرستان کاستر، کلرادو؛ شهرستان کاستر، آیداهو؛ شهرستان کاستر، مونتانا؛ شهرستان کاستر، نبراسکا؛ شهرستان کاستر، اکلاهما؛ شهرستان کاستر، داکوتای جنوبی
- شهرستان کویاهوگا، اوهایو

## ل
- شهرستان لا کروس، ویسکانسین
- شهرستان لامور، داکوتای شمالی
- شهرستان لاپاز، آریزونا
- شهرستان لا پلاتا، کلرادو
- شهرستان لاپورته، ایندیانا
- LaSalle County, Illinois
- شهرستان لا سال، تگزاس
- پریش لا سال، لوئیزیانا
- شهرستان لابت، کانزاس
- Lac qui Parle County, Minnesota
- شهرستان لاکاوانا، پنسیلوانیا
- Laclede County, Missouri
- شهرستان لافایت:  شهرستان لافایت، آرکانزاس؛ شهرستان لافایت، فلوریدا؛ شهرستان لافایت، میسیسیپی؛ شهرستان لافایت، میزوری؛ شهرستان لافایت، ویسکانسین
- پریش لافایت، لوئیزیانا
- پریش لافورش، لوئیزیانا
- شهرستان لاگرانژ، ایندیانا
- شهرستان لیک:  شهرستان لیک، کالیفرنیا؛ شهرستان لیک، کلرادو؛ شهرستان لیک، فلوریدا؛ شهرستان لیک، ایلینوی؛ شهرستان لیک، ایندیانا؛ شهرستان لیک، میشیگان؛ شهرستان لیک، مینه‌سوتا؛ شهرستان لیک، مونتانا؛ شهرستان لیک، اوهایو؛ شهرستان لیک، اورگن؛ شهرستان لیک، داکوتای جنوبی؛ شهرستان لیک، تنسی
- Lake and Peninsula Borough, Alaska
- شهرستان لیک وودز، مینه‌سوتا
- شهرستان لامار:  شهرستان لامار، آلاباما؛ شهرستان لامار، جورجیا؛ شهرستان لامار، میسیسیپی؛ شهرستان لامار، تگزاس
- شهرستان لمب، تگزاس
- شهرستان لامویلی، ورمونت
- شهرستان لمپسس، تگزاس
- شهرستان لنکستر:  شهرستان لنکستر، نبراسکا؛ شهرستان لنکستر، پنسیلوانیا؛ شهرستان لنکستر، کارولینای جنوبی؛ شهرستان لنکستر، ویرجینیا
- شهرستان لندر، نوادا
- شهرستان لین:  شهرستان لین، کانزاس؛ شهرستان لین، اورگن
- شهرستان لانگلاد، ویسکانسین
- شهرستان لنیر، جورجیا
- شهرستان لپیر، میشیگان
- شهرستان لارامی، وایومینگ
- Larimer County, Colorado
- شهرستان لرو، کنتاکی
- شهرستان لاس انیماس، کلرادو
- شهرستان لاسن، کالیفرنیا
- Latah County, Idaho
- شهرستان لاتیمر، اکلاهما
- شهرستان لاودردیل:  شهرستان لاودردیل، آلاباما؛ شهرستان لاودردیل، میسیسیپی؛ شهرستان لاودردیل، تنسی
- شهرستان لاورل، کنتاکی
- شهرستان لاواکا، تگزاس
- شهرستان لارنس: شهرستان لارنس، جورجیا؛ شهرستان لارنس، کارولینای جنوبی؛ شهرستان لارنس، آلاباما؛ شهرستان لارنس، آرکانزاس؛ شهرستان لارنس، ایلینوی؛ شهرستان لارنس، ایندیانا؛ شهرستان لارنس، کنتاکی؛ شهرستان لارنس، میسیسیپی؛ شهرستان لارنس، میزوری؛ شهرستان لارنس، اوهایو؛ شهرستان لارنس، پنسیلوانیا؛ شهرستان لارنس، داکوتای جنوبی؛ شهرستان لارنس، تنسی
- شهرستان لو فلور، اکلاهما
- شهرستان لو سوئور، مینه‌سوتا
- شهرستان لی، نیومکزیکو
- شهرستان لیک، میسیسیپی
- شهرستان لیون‌ورت، کانزاس
- شهرستان لبنان، پنسیلوانیا
- شهرستان لی:  شهرستان لی، آلاباما؛ شهرستان لی، آرکانزاس؛ شهرستان لی، فلوریدا؛ شهرستان لی، جورجیا؛ شهرستان لی، ایلینوی؛ شهرستان لی، آیووا؛ شهرستان لی، کنتاکی؛ شهرستان لی، میسیسیپی؛ شهرستان لی، کارولینای شمالی؛ شهرستان لی، کارولینای جنوبی؛ شهرستان لی، تگزاس؛ شهرستان لی، ویرجینیا
- Leelanau County, Michigan
- Leflore County, Mississippi
- شهرستان له‌های، پنسیلوانیا
- شهرستان لمی، آیداهو
- شهرستان لناوی، میشیگان
- شهرستان لونوار، کارولینای شمالی
- شهرستان لئون:  شهرستان لئون، فلوریدا؛ شهرستان لئون، تگزاس
- شهرستان لسلی، کنتاکی
- شهرستان لتچر، کنتاکی
- شهرستان لوی، فلوریدا
- شهرستان لویس:  شهرستان لویس، آیداهو؛ شهرستان لویس، کنتاکی؛ شهرستان لویس، میزوری؛ شهرستان لویس، نیویورک؛ شهرستان لویس، تنسی؛ شهرستان لوئیس، واشینگتن؛ شهرستان لویس، ویرجینیای غربی
- شهرستان لویس و کلارک، مونتانا
- شهرستان لکزینگتن، کارولینای جنوبی
- شهرستان لیبرتی:  شهرستان لیبرتی، فلوریدا؛ شهرستان لیبرتی، جورجیا؛ شهرستان لیبرتی، مونتانا؛ شهرستان لیبرتی، تگزاس
- Licking County, Ohio
- شهرستان لایمستون:  شهرستان لایمستون، آلاباما؛ شهرستان لایمستون، تگزاس
- شهرستان لینکلن:  شهرستان لینکلن، آرکانزاس؛ شهرستان لینکلن، کلرادو؛ شهرستان لینکلن، جورجیا؛ شهرستان لینکلن، آیداهو؛ شهرستان لینکلن، کانزاس؛ شهرستان لینکلن، کنتاکی؛ شهرستان لینکلن، مین؛ شهرستان لینکلن، مینه‌سوتا؛ شهرستان لینکلن، میسیسیپی؛ شهرستان لینکلن، میزوری؛ شهرستان لینکلن، مونتانا؛ شهرستان لینکلن، نبراسکا؛ شهرستان لینکلن، نوادا؛ شهرستان لینکلن، نیومکزیکو؛ شهرستان لینکلن، کارولینای شمالی؛ شهرستان لینکلن، اکلاهما؛ شهرستان لینکلن، اورگن؛ شهرستان لینکلن، داکوتای جنوبی؛ Tennessee؛ شهرستان لینکلن، واشینگتن؛ شهرستان لینکلن، ویرجینیای غربی؛ شهرستان لینکلن، ویسکانسین؛ شهرستان لینکلن، وایومینگ
- پریش لینکلن، لوئیزیانا
- Linn County:  شهرستان لین، آیووا؛ Kansas؛ شهرستان لین، میزوری؛ Oregon
- شهرستان لیپسکام، تگزاس
- شهرستان لیچفیلد، کنتیکت
- شهرستان لیدل ریور، آرکانزاس
- شهرستان لایو اوک، تگزاس
- شهرستان لیوینگستون:  شهرستان لیوینگستون، ایلینوی؛ شهرستان لیوینگستون، کنتاکی؛ شهرستان لیوینگستون، میشیگان؛ شهرستان لیوینگستون، میزوری؛ شهرستان لیوینگستون، نیویورک
- پریش لیوینگستون، لوئیزیانا
- شهرستان لانو، تگزاس
- شهرستان لوگان:  شهرستان لوگان، آرکانزاس؛ شهرستان لوگان، کلرادو؛ شهرستان لوگان، ایلینوی؛ شهرستان لوگان، کانزاس؛ شهرستان لوگان، کنتاکی؛ شهرستان لوگان، نبراسکا؛ شهرستان لوگان، داکوتای شمالی؛ شهرستان لوگان، اوهایو؛ شهرستان لوگان، اکلاهما؛ شهرستان لوگان، ویرجینیای غربی
- شهرستان لانگ، جورجیا
- شهرستان لونکه، آرکانزاس
- شهرستان لورین، اوهایو
- شهرستان لس آلاموس، نیومکزیکو
- شهرستان لس‌آنجلس، کالیفرنیا
- شهرستان لوودون، تنسی
- Loudoun County, Virginia
- Louisa County:  شهرستان لوئیسا، آیووا؛ شهرستان لوئیسا، ویرجینیا
- شهرستان لوپ، نبراسکا
- شهرستان لاو، اکلاهما
- شهرستان لاوینگ، تگزاس
- شهرستان لاندس:  شهرستان لاندس، آلاباما؛ شهرستان لاندس، جورجیا؛ شهرستان لاندس، میسیسیپی
- شهرستان لوبوک، تگزاس
- شهرستان لوکاس:  شهرستان لوکاس، آیووا؛ شهرستان لوکاس، اوهایو
- شهرستان لوس، میشیگان
- شهرستان لمپکین، جورجیا
- شهرستان لونا، نیومکزیکو
- شهرستان لولنبرگ، ویرجینیا
- شهرستان لوزرن، پنسیلوانیا
- شهرستان لیکامینگ، پنسیلوانیا
- شهرستان لیمان، داکوتای جنوبی
- شهرستان لین، تگزاس
- شهرستان لیون:  شهرستان لیون، آیووا؛ شهرستان لیون، کانزاس؛ شهرستان لیون، کنتاکی؛ شهرستان لیون، مینه‌سوتا؛ شهرستان لایون، نوادا

## گ
- شهرستان گدزدن، فلوریدا
- Gage County, Nebraska
- شهرستان گینس، تگزاس
- شهرستان گالاتین:  شهرستان گالاتین، ایلینوی؛ شهرستان گالتین، کنتاکی؛ شهرستان گالاتین، مونتانا
- شهرستان گالیا، اوهایو
- شهرستان گلوستون، تگزاس
- شهرستان گاردن، نبراسکا
- شهرستان گارفیلد:  شهرستان گارفیلد، کلرادو؛ شهرستان گارفیلد، ایالت مونتانا؛ شهرستان گارفیلد، نبراسکا؛ شهرستان گارفیلد، اکلاهما؛ شهرستان گارفیلد، یوتا؛ شهرستان گارفیلد، واشینگتن
- شهرستان گارلند، آرکانزاس
- شهرستان گررد، کنتاکی
- شهرستان گرت، مریلند
- شهرستان گاروین، اکلاهما
- شهرستان گارزا، تگزاس
- شهرستان گاسکوناد، میزوری
- شهرستان گاستون، کارولینای شمالی
- شهرستان گیتس، کارولینای شمالی
- شهرستان گاری، کانزاس
- Geauga County, Ohio
- Gem County, Idaho
- شهرستان گنوا، آلاباما
- شهرستان گیبسون:  شهرستان گیبسون، ایندیانا؛ شهرستان گیبسون، تنسی
- شهرستان گیلکریست، فلوریدا
- شهرستان گیلز:  شهرستان گیلز، تنسی؛ شهرستان گیلز، ویرجینیا
- شهرستان گیلسپی، تگزاس
- شهرستان گیلیام، اورگن
- شهرستان گیلمر:  شهرستان گیلمر، جورجیا؛ شهرستان گیلمر، ویرجینیای غربی
- شهرستان گیلپین، کلرادو
- شهرستان گلاسیر، مونتانا
- Glades County, Florida
- شهرستان گلدوین، میشیگان
- Glascock County, Georgia
- Glasscock County, Texas
- شهرستان گلن، کالیفرنیا
- Gloucester County:  شهرستان گلاستر، نیوجرسی؛ شهرستان گلاستر، ویرجینیا
- شهرستان گلین، جورجیا
- شهرستان گوگبیک، میشیگان
- شهرستان گلدن ولی:  شهرستان گلدن ولی، مونتانا؛ شهرستان گلدن ولی، داکوتای شمالی
- شهرستان گولیاد، تگزاس
- شهرستان گونزالس، تگزاس
- Goochland County, Virginia
- شهرستان گودهیو، مینه‌سوتا
- شهرستان گودینگ، آیداهو
- شهرستان گوردون، جورجیا
- شهرستان گوشن، وایومینگ
- شهرستان گاسپر، نبراسکا
- شهرستان گو، کانزاس
- شهرستان گریدی:  شهرستان گریدی، جورجیا؛ شهرستان گریدی، اکلاهما
- شهرستان گرافتن، نیوهمپشایر
- شهرستان گراهام:  شهرستان گرهم، آریزونا؛ شهرستان گراهام، کانزاس؛ شهرستان گراهام، کارولینای شمالی
- شهرستان گراینگر، تنسی
- شهرستان گرند:  شهرستان گرند، کلرادو؛ شهرستان گرند، یوتا
- شهرستان گراند فورکس، داکوتای شمالی
- شهرستان گرند آیل، ورمونت
- شهرستان گراند تراوس، میشیگان
- شهرستان گرنیت، مونتانا
- شهرستان گرنت:  شهرستان گرنت، آرکانزاس؛ شهرستان گرنت، ایندیانا؛ شهرستان گرنت، کانزاس؛ شهرستان گرنت، کنتاکی؛ شهرستان گرنت، مینه‌سوتا؛ شهرستان گرنت، نبراسکا؛ شهرستان گرنت، نیومکزیکو؛ شهرستان گرنت، داکوتای شمالی؛ شهرستان گرنت، اکلاهما؛ شهرستان گرنت، اورگن؛ شهرستان گرنت، داکوتای جنوبی؛ شهرستان گرنت، واشینگتن؛ شهرستان گرنت، ویرجینیای غربی؛ شهرستان گرنت، ویسکانسین
- پریش گرنت، لوئیزیانا
- شهرستان گرنویل، کارولینای شمالی
- شهرستان گراتیت، میشیگان
- شهرستان گریوس، کنتاکی
- شهرستان گری:  شهرستان گری، کانزاس؛ شهرستان گری، تگزاس
- شهرستان گریز هاربر، واشینگتن
- شهرستان گریسون:  شهرستان گریسون، کنتاکی؛ شهرستان گریسون، تگزاس؛ شهرستان گریسون، ویرجینیا
- شهرستان گریلی:  شهرستان گریلی، کانزاس؛ شهرستان گریلی، نبراسکا
- Green County:  شهرستان گرین، کنتاکی؛ شهرستان گرین، ویسکانسین
- شهرستان گرین لیک، ویسکانسین
- شهرستان گرین‌بریر، ویرجینیای غربی
- شهرستان گرین:  شهرستان گرین، آلاباما؛ شهرستان گرین، آرکانزاس؛ شهرستان گرین، جورجیا؛ شهرستان گرین، ایلینوی؛ شهرستان گرین، ایندیانا؛ شهرستان گرین، آیووا؛ شهرستان گرین، ایالت میسیسیپی؛ شهرستان گرین، میزوری؛ شهرستان گرین، نیویورک؛ شهرستان گرین، کارولینای شمالی؛ شهرستان گرین، اوهایو؛ شهرستان گرین، پنسیلوانیا؛ شهرستان گرین، تنسی؛ شهرستان گرین، ویرجینیا
- شهرستان گرینلی، آریزونا
- شهرستان گرینسویل، ویرجینیا
- شهرستان گریناپ، کنتاکی
- شهرستان گرینویل، کارولینای جنوبی
- شهرستان گرینوود:  شهرستان گرینوود، کانزاس؛ شهرستان گرینوود، کارولینای جنوبی
- شهرستان گریر، اکلاهما
- شهرستان گرگ، تگزاس
- شهرستان گرگوری، داکوتای جنوبی
- شهرستان گرانادا، میسیسیپی
- شهرستان گریگز، داکوتای شمالی
- شهرستان گریمز، تگزاس
- شهرستان گراندی:  شهرستان گراندی، ایلینوی؛ شهرستان گراندی، آیووا؛ شهرستان گراندی، میزوری؛ شهرستان گراندی، تنسی
- Guadalupe County:  شهرستان گوادلوپ، نیومکزیکو؛ شهرستان گودالوپ، تگزاس
- شهرستان گرنزی، اوهایو
- شهرستان گیلفرد، کارولینای شمالی
- شهرستان گلف، فلوریدا
- شهرستان گانیسون، کلرادو
- شهرستان گاتری، آیووا
- شهرستان گوینت، جورجیا

## م
- شهرستان مکیناک، میشیگان
- شهرستان مکمب، میشیگان
- شهرستان مکون:  شهرستان مکون، آلاباما؛ شهرستان مکون، جورجیا؛ شهرستان مکن، ایلینوی؛ شهرستان مکون، میزوری؛ شهرستان مکون، کارولینای شمالی؛ شهرستان مکون، تنسی
- Macoupin County, Illinois
- شهرستان مادرا، کالیفرنیا
- شهرستان مدیسون:  شهرستان مدیسن، آلاباما؛ شهرستان مدیسون، آرکانزاس؛ شهرستان مدیسون، فلوریدا؛ شهرستان مدیسون، جورجیا؛ شهرستان مدیسون، آیداهو؛ شهرستان مدیسن، ایلینوی؛ شهرستان مدیسون، ایندیانا؛ شهرستان مدیسون، آیووا؛ شهرستان مدیسون، کنتاکی؛ شهرستان مدیسون، میسیسیپی؛ شهرستان مدیسون، میزوری؛ شهرستان مدیسون، ایالت مونتانا؛ شهرستان مدیسون، نبراسکا؛ شهرستان مدیسون، نیویورک؛ شهرستان مدیسون، کارولینای شمالی؛ شهرستان مدیسون، اوهایو؛ شهرستان مدیسون، تنسی؛ شهرستان مدیسون، تگزاس؛ شهرستان مدیسون، ویرجینیا
- پریش مدیسون، لوئیزیانا
- شهرستان مگافین، کنتاکی
- شهرستان ماهاسکا، آیووا
- Mahnomen County, Minnesota
- شهرستان ماهونینگ، اوهایو
- شهرستان میجر، اکلاهما
- شهرستان مالهور، اورگن
- شهرستان ماناته، فلوریدا
- شهرستان منیستی، میشیگان
- شهرستان منیتواک، ویسکانسین
- شهرستان ماراتون، ویسکانسین
- شهرستان مرنگو، آلاباما
- شهرستان مریکوپا، آریزونا
- شهرستان ماریز، میزوری
- شهرستان مارین، کالیفرنیا
- شهرستان مرینت، ویسکانسین
- شهرستان ماریون:  شهرستان ماریون، آلاباما؛ شهرستان ماریون، آرکانزاس؛ شهرستان ماریون، فلوریدا؛ شهرستان ماریون، جورجیا؛ شهرستان ماریون، ایلینوی؛ شهرستان ماریون، ایندیانا؛ شهرستان ماریون، آیووا؛ شهرستان ماریون، کانزاس؛ شهرستان ماریون، کنتاکی؛ شهرستان ماریون، میسیسیپی؛ شهرستان ماریون، میزوری؛ شهرستان ماریون، اوهایو؛ شهرستان ماریون، اورگن؛ شهرستان ماریون، کارولینای جنوبی؛ شهرستان ماریون، تنسی؛ شهرستان مرین، تگزاس؛ شهرستان ماریون، ویرجینیای غربی
- شهرستان ماریپوزا، کالیفرنیا
- شهرستان مارلبورو، کارولینای جنوبی
- Marquette County:  شهرستان مارکت، میشیگان؛ شهرستان مارکوت، ویسکانسین
- شهرستان مارشال:  شهرستان مارشال، آلاباما؛ شهرستان مارشال، ایلینوی؛ شهرستان مارشال، ایندیانا؛ شهرستان مارشال، آیووا؛ شهرستان مارشال، کانزاس؛ شهرستان مارشال، کنتاکی؛ شهرستان مارشال، مینه‌سوتا؛ شهرستان مارشال، میسیسیپی؛ شهرستان مارشال، اکلاهما؛ شهرستان مارشال، داکوتای جنوبی؛ شهرستان مارشال، تنسی؛ شهرستان مارشال، ویرجینیای غربی
- شهرستان مارتین:  شهرستان مارتین، فلوریدا؛ شهرستان مارتین، ایندیانا؛ شهرستان مارتین، کنتاکی؛ شهرستان مارتین، مینه‌سوتا؛ شهرستان مارتین، کارولینای شمالی؛ شهرستان مارتین، تگزاس
- شهرستان ماسون:  شهرستان ماسون، ایلینوی؛ شهرستان ماسون، کنتاکی؛ شهرستان ماسون، میشیگان؛ شهرستان ماسون، تگزاس؛ شهرستان ماسون، واشینگتن؛ شهرستان ماسون، ویرجینیای غربی
- شهرستان ماساک، ایلینوی
- شهرستان ماتاگوردا، تگزاس
- Matanuska-Susitna Borough, Alaska
- شهرستان متیوس، ویرجینیا
- شهرستان ماویی، هاوایی
- شهرستان موری، تنسی
- شهرستان ماوریک، تگزاس
- شهرستان مایز، اکلاهما
- شهرستان مک‌کلین، اکلاهما
- McCone County, Montana
- شهرستان مک‌کوک، داکوتای جنوبی
- شهرستان مک‌کارمیک، کارولینای جنوبی
- شهرستان مک‌کراکن، کنتاکی
- شهرستان مک‌کرری، کنتاکی
- شهرستان مک‌کلاچ، تگزاس
- شهرستان مک‌کرتین، اکلاهما
- شهرستان مک‌دونالد، میزوری
- McDonough County, Illinois
- شهرستان مک‌داول:  شهرستان مک‌داول، کارولینای شمالی؛ شهرستان مک‌داول، ویرجینیای غربی
- شهرستان مک‌دافی، جورجیا
- شهرستان مک‌هنری:  Illinois؛ North Dakota
- شهرستان مک‌اینتاش:  شهرستان مک‌اینتاش، جورجیا؛ شهرستان مک‌اینتاش، داکوتای شمالی؛ شهرستان مک‌اینتاش، اکلاهما
- McKean County, Pennsylvania
- شهرستان مکنزی، داکوتای شمالی
- شهرستان مک‌کینلی
- شهرستان مک‌لین:  شهرستان مک‌لین، ایلینوی؛ شهرستان مک‌لین، کنتاکی؛ شهرستان مک‌لین، داکوتای شمالی
- شهرستان مک‌لنن، تگزاس
- شهرستان مک‌لئود، مینه‌سوتا
- شهرستان مک‌مین، تنسی
- شهرستان مک‌مولن، تگزاس
- شهرستان مک‌نایری، تنسی
- شهرستان مک‌فرسون:  شهرستان مک‌فرسون، کانزاس؛ شهرستان مک‌فرسون، نبراسکا؛ شهرستان مک‌فرسون، داکوتای جنوبی
- شهرستان مید:  شهرستان مید، کانزاس؛ شهرستان مید، کنتاکی؛ شهرستان مید، داکوتای جنوبی
- شهرستان مائگر، مونتانا
- Mecklenburg County:  شهرستان مکلنبرگ، کارولینای شمالی؛ شهرستان مکلنبرگ، ویرجینیا
- شهرستان میکوستا، میشیگان
- شهرستان مدینا:  شهرستان مدینا، اوهایو؛ شهرستان مدینا، تگزاس
- شهرستان میکر، مینه‌سوتا
- Meigs County:  شهرستان میگس، اوهایو؛ شهرستان میگس، تنسی
- شهرستان ملت، داکوتای جنوبی
- شهرستان منارد:  شهرستان منارد، ایلینوی؛ شهرستان منارد، تگزاس
- شهرستان مندوسینو، کالیفرنیا
- شهرستان منیفی، کنتاکی
- Menominee County:  شهرستان منومینه، میشیگان؛ شهرستان منومینه، ویسکانسین
- شهرستان مرسد، کالیفرنیا
- شهرستان مرسر:  شهرستان مرسر، ایلینوی؛ شهرستان مرسر، کنتاکی؛ شهرستان مرسر، میزوری؛ شهرستان مرسر، نیوجرسی؛ شهرستان مرسر، داکوتای شمالی؛ شهرستان مرسر، اوهایو؛ شهرستان مرسر، پنسیلوانیا؛ شهرستان مرسر، ویرجینیای غربی
- شهرستان مری‌وثر، جورجیا
- شهرستان مریک، نبراسکا
- شهرستان مریمک، نیوهمپشایر
- شهرستان میسا، کلرادو
- شهرستان متکالف، کنتاکی
- Miami County:  شهرستان میامی، ایندیانا؛ شهرستان میامی، کانزاس؛ شهرستان میامی، اوهایو
- شهرستان میامی-دید، فلوریدا
- Middlesex County:  شهرستان میدلسکس، کنتیکت؛ شهرستان میدلسکس، ماساچوست؛ شهرستان میدلسکس، نیوجرسی؛ شهرستان میدلسکس، ویرجینیا
- Midland County:  شهرستان دانیلز، میشیگان؛ شهرستان میدلند، تگزاس
- شهرستان میفلن، پنسیلوانیا
- شهرستان میلام، تگزاس
- شهرستان میلارد، یوتا
- Mille Lacs County, Minnesota
- شهرستان میلر:  شهرستان میلر، آرکانزاس؛ شهرستان میلر، جورجیا؛ شهرستان میلر، میزوری
- شهرستان میلز:  شهرستان میلز، آیووا؛ شهرستان میلز، تگزاس
- شهرستان میلواکی، ویسکانسین
- شهرستان مینر، داکوتای جنوبی
- شهرستان مینرال:  شهرستان مینرال، کلرادو؛ شهرستان مینرال، مونتانا؛ شهرستان مینرال، نوادا؛ شهرستان مینرال، ویرجینیای غربی
- شهرستان مینگو، ویرجینیای غربی
- شهرستان مینیدوکا، آیداهو
- شهرستان مینه‌هاها، داکوتای جنوبی
- Missaukee County, Michigan
- شهرستان میسیسیپی:  شهرستان میسیسیپی، آرکانزاس؛ شهرستان میسیسیپی، میزوری
- شهرستان میزولا، مونتانا
- Mitchell County:  شهرستان میچل، جورجیا؛ شهرستان میچل، آیووا؛ شهرستان میچل، کانزاس؛ شهرستان میچل، کارولینای شمالی؛ شهرستان میچل، تگزاس
- شهرستان موبایل، آلاباما
- شهرستان مودوک، کالیفرنیا
- شهرستان موفات، کلرادو
- شهرستان موهاوی، آریزونا
- Moniteau County, Missouri
- شهرستان مونمووث، نیوجرسی
- شهرستان مونو، کالیفرنیا
- شهرستان مونونا، آیووا
- شهرستان مونونگالیا، ویرجینیای غربی
- شهرستان مونرو:  شهرستان مونرو، آلاباما؛ شهرستان مونرو، آرکانزاس؛ شهرستان مونرو، فلوریدا؛ شهرستان مونرو، جورجیا؛ شهرستان مونرو، ایلینوی؛ شهرستان مونرو، ایندیانا؛ شهرستان مونرو، آیووا؛ شهرستان مونروو، کنتاکی؛ شهرستان مونرو، میشیگان؛ شهرستان مونرو، میسیسیپی؛ شهرستان مونرو، میزوری؛ شهرستان مونرو، نیویورک؛ شهرستان مونرو، اوهایو؛ شهرستان مونرو، پنسیلوانیا؛ شهرستان مونرو، تنسی؛ شهرستان مونرو، ویرجینیای غربی؛ شهرستان مونروو، ویسکانسین
- شهرستان مونتاگ، تگزاس
- شهرستان مونتکالم، میشیگان
- شهرستان مونتری، کالیفرنیا
- شهرستان مانتزوما، کلرادو
- شهرستان مونتگومری:  شهرستان مونتگومری، آلاباما؛ شهرستان مونتگومری، آرکانزاس؛ شهرستان مونتگومری، جورجیا؛ شهرستان مونتگمری، ایلینوی؛ شهرستان مونتگومری، ایندیانا؛ شهرستان مونتگومری، آیووا؛ شهرستان مونتگومری، کانزاس؛ شهرستان مونتگومری، کنتاکی؛ شهرستان مونتگومری، مریلند؛ شهرستان مونتگومری، میسیسیپی؛ شهرستان مونتگومری، میزوری؛ شهرستان مونتگومری، نیویورک؛ شهرستان مونتگومری، کارولینای شمالی؛ شهرستان مونتگومری، اوهایو؛ شهرستان مونتگومری، پنسیلوانیا؛ شهرستان مونتگومری، تنسی؛ شهرستان مونتگومری، تگزاس؛ شهرستان مونتگومری، ویرجینیا
- شهرستان مونمورانسی، میشیگان
- شهرستان مونتوور، پنسیلوانیا
- شهرستان مانترووز، کلرادو
- شهرستان مودی، داکوتای جنوبی
- شهرستان مور:  شهرستان مور، کارولینای شمالی؛ شهرستان مور، تنسی؛ شهرستان مور، تگزاس
- شهرستان مورا، نیومکزیکو
- پریش مورهاوس، لوئیزیانا
- شهرستان مورگان:  شهرستان مورگان، آلاباما؛ شهرستان مورگان، کلرادو؛ شهرستان مورگان، جورجیا؛ شهرستان مورگان، ایلینوی؛ شهرستان مورگان، ایندیانا؛ شهرستان مورگان، کنتاکی؛ شهرستان مورگان، میزوری؛ شهرستان مورگان، اوهایو؛ شهرستان مورگان، تنسی؛ شهرستان مورگان، یوتا؛ شهرستان مورگان، ویرجینیای غربی
- شهرستان موریل، نبراسکا
- شهرستان موریس:  شهرستان موریس، کانزاس؛ شهرستان موریس، نیوجرسی؛ شهرستان موریس، تگزاس
- شهرستان موریسون، مینه‌سوتا
- شهرستان مورو:  شهرستان مورو، اوهایو؛ شهرستان مورو، اورگن
- شهرستان مورتون:  شهرستان مورتون، کانزاس؛ شهرستان مورتون، داکوتای شمالی
- شهرستان ماتلی، تگزاس
- Moultrie County, Illinois
- شهرستان مونتریل، داکوتای شمالی
- شهرستان مور، مینه‌سوتا
- شهرستان مولنبرگ، کنتاکی
- شهرستان مولتنومه، اورگن
- Murray County:  شهرستان مورای، جورجیا؛ شهرستان مورای، مینه‌سوتا؛ شهرستان مورای، اکلاهما
- شهرستان ماسکاتین، آیووا
- شهرستان موسکوگی، جورجیا
- شهرستان موسکگون، میشیگان
- شهرستان ماسکینگام، اوهایو
- شهرستان ماسکووگی، اکلاهما
- شهرستان موسلشل، مونتانا

## ن
- شهرستان ناکودوچز، تگزاس
- شهرستان نانسی، نبراسکا
- نانتاکت
- شهرستان ناپا، کالیفرنیا
- شهرستان نش، کارولینای شمالی
- شهرستان ناساو:  شهرستان ناساو، فلوریدا؛ شهرستان ناساو، نیویورک
- پریش ناچیتوکس، لوئیزیانا
- شهرستان ناترونا، وایومینگ
- شهرستان ناواهو، آریزونا
- شهرستان ناوارو، تگزاس
- شهرستان نلسون:  شهرستان نلسون، کنتاکی؛ شهرستان نلسون، داکوتای شمالی؛ شهرستان نلسون، ویرجینیا
- شهرستان نماها:  شهرستان نماها، کانزاس؛ شهرستان نماها، نبراسکا
- شهرستان نیوشو، کانزاس
- شهرستان نشوبا، میسیسیپی
- شهرستان نس، کانزاس
- شهرستان نوادا:  شهرستان نوادا، آرکانزاس؛ شهرستان نوادا، کالیفرنیا
- شهرستان نیو کستل، دلاویر
- شهرستان نیو هانوفر، کارولینای شمالی
- شهرستان نیو هاون، کنتیکت
- شهرستان نیو کنت، ویرجینیا
- شهرستان نیو لندن، کنتیکت
- شهرستان نیو مادرید، میزوری
- منهتن
- شهرستان نیویگو، میشیگان
- شهرستان نیوبری، کارولینای جنوبی
- شهرستان نیوپورت، رود آیلند
- شهرستان نیوتون:  شهرستان نیوتون، آرکانزاس؛ شهرستان نیوتون، جورجیا؛ شهرستان نیوتون، ایندیانا؛ شهرستان نیوتون، میسیسیپی؛ شهرستان نیوتون، میزوری؛ شهرستان نیوتون، تگزاس
- Nez Perce County, Idaho
- شهرستان نیاگارا، نیویورک
- شهرستان نیکولاس:  شهرستان نیکولاس، کنتاکی؛ شهرستان نیکولاس، ویرجینیای غربی
- شهرستان نیکلت، مینه‌سوتا
- شهرستان نیوبرارا، وایومینگ
- شهرستان نوبل:  شهرستان نوبل، ایندیانا؛ شهرستان نوبل، اوهایو؛ شهرستان نوبل، اکلاهما
- شهرستان نوبلز، مینه‌سوتا
- شهرستان نوداوای، میزوری
- شهرستان نولان، تگزاس
- Nome Census Area, Alaska
- شهرستان نورفک، ماساچوست
- شهرستان نورمن، مینه‌سوتا
- North Slope Borough, Alaska
- شهرستان نورث‌همپتون:  شهرستان نورث‌همپتون، کارولینای شمالی؛ شهرستان نورث‌همپتون، پنسیلوانیا؛ شهرستان نورث‌همپتون، ویرجینیا
- Northumberland County:  شهرستان نورث‌آمبرلند، پنسیلوانیا؛ Virginia
- Northwest Arctic Borough, Alaska
- شهرستان نورتون، کانزاس
- شهرستان نوتاوای، ویرجینیا
- شهرستان نوواتا، اکلاهما
- شهرستان ناکسوبی، میسیسیپی
- Nuckolls County, Nebraska
- شهرستان نویسس، تگزاس
- شهرستان نای، نوادا

## و
- شهرستان وابش:  شهرستان وابش، ایلینوی؛ شهرستان وابش، ایندیانا
- Wabasha County, Minnesota
- شهرستان وبانسی، کانزاس
- شهرستان وادنا، مینه‌سوتا
- شهرستان وگنر، اکلاهما
- شهرستان واهکیکوم، واشینگتن
- شهرستان ویک، کارولینای شمالی
- شهرستان واکالا، فلوریدا
- شهرستان والدو، مین
- شهرستان واکر:  شهرستان واکر، آلاباما؛ شهرستان واکر، جورجیا؛ شهرستان واکر، تگزاس
- شهرستان والا والا، واشینگتن
- شهرستان والاس، کانزاس
- شهرستان والر، تگزاس
- شهرستان والووا، اورگن
- شهرستان والش، داکوتای شمالی
- شهرستان والت‌هال، میسیسیپی
- شهرستان والتون:  شهرستان والتون، فلوریدا؛ شهرستان والتون، جورجیا
- شهرستان والورس:  شهرستان والورس، داکوتای جنوبی؛ شهرستان والورس، ویسکانسین
- شهرستان واپلو، آیووا
- شهرستان وارد:  شهرستان وارد، داکوتای شمالی؛ شهرستان وارد، تگزاس
- شهرستان ور، جورجیا
- شهرستان وارن:  شهرستان وارن، جورجیا؛ شهرستان وارن، ایلینوی؛ شهرستان وارن، ایندیانا؛ شهرستان وارن، آیووا؛ شهرستان وارن، کنتاکی؛ شهرستان وارن، میسیسیپی؛ شهرستان وارن، میزوری؛ شهرستان وارن، نیوجرسی؛ شهرستان وارن، نیویورک؛ شهرستان وارن، کارولینای شمالی؛ شهرستان وارن، اوهایو؛ شهرستان وارن، پنسیلوانیا؛ شهرستان وارن، تنسی؛ شهرستان وارن، ویرجینیا
- شهرستان واریک، ایندیانا
- شهرستان واساچ، یوتا
- شهرستان واسکو، اورگن
- شهرستان وسکا، مینه‌سوتا
- شهرستان واشاکای، وایومینگ
- شهرستان واشبرن، ویسکانسین
- شهرستان واشینگتن:  شهرستان واشینگتن، آلاباما؛ شهرستان واشینگتن، آرکانزاس؛ شهرستان واشینگتن، کلرادو؛ شهرستان واشینگتن، فلوریدا؛ شهرستان واشینگتن، جورجیا؛ شهرستان واشینگتن، آیداهو؛ شهرستان واشینگتن، ایلینوی؛ شهرستان واشینگتن، ایندیانا؛ شهرستان واشینگتن، آیووا؛ شهرستان واشینگتن، کانزاس؛ شهرستان واشینگتن، کنتاکی؛ شهرستان واشینگتن، مین؛ شهرستان واشینگتن، مریلند؛ شهرستان واشینگتن، مینه‌سوتا؛ شهرستان واشینگتن، میسیسیپی؛ شهرستان واشینگتن، میزوری؛ شهرستان واشینگتن، نبراسکا؛ شهرستان واشینگتن، نیویورک؛ شهرستان واشینگتن، کارولینای شمالی؛ شهرستان واشینگتن، اوهایو؛ شهرستان واشینگتن، اکلاهما؛ شهرستان واشینگتن، اورگن؛ شهرستان واشینگتن، پنسیلوانیا؛ شهرستان واشینگتن، رود آیلند؛ شهرستان واشینگتن، تنسی؛ شهرستان واشینگتن، تگزاس؛ شهرستان واشینگتن، یوتا؛ شهرستان واشینگتن، ورمونت؛ شهرستان واشینگتن، ویرجینیا؛ شهرستان واشینگتن، ویسکانسین
- پریش واشینگتن، لوئیزیانا
- شهرستان وشیتا، اکلاهما
- شهرستان واشو، نوادا
- Washtenaw County, Michigan
- شهرستان واتاگا، کارولینای شمالی
- شهرستان واتونون، مینه‌سوتا
- شهرستان واکیشا، ویسکانسین
- شهرستان وپاکا، ویسکانسین
- Waushara County, Wisconsin
- Wayne County:  شهرستان وین، جورجیا؛ شهرستان وین، ایلینوی؛ شهرستان وین، ایندیانا؛ شهرستان وین، آیووا؛ شهرستان وین، کنتاکی؛ شهرستان وین، میشیگان؛ شهرستان وین، میسیسیپی؛ شهرستان وین، میزوری؛ شهرستان وین، نبراسکا؛ شهرستان وین، نیویورک؛ شهرستان وین، کارولینای شمالی؛ شهرستان وین، اوهایو؛ شهرستان وین، پنسیلوانیا؛ شهرستان وین، تنسی؛ شهرستان وین، یوتا؛ شهرستان وین، ویرجینیای غربی
- شهرستان ویکلی، تنسی
- شهرستان وب، تگزاس
- شهرستان وبر، یوتا
- شهرستان وبستر:  شهرستان وبستر، جورجیا؛ شهرستان وبستر، آیووا؛ شهرستان وبستر، کنتاکی؛ شهرستان وبستر، میسیسیپی؛ شهرستان وبستر، میزوری؛ شهرستان وبستر، نبراسکا؛ شهرستان وبستر، ویرجینیای غربی
- پریش وبستر، لوئیزیانا
- شهرستان ولد، کلرادو
- شهرستان ولز:  شهرستان ولز، ایندیانا؛ شهرستان ولز، داکوتای شمالی
- پریش باتون روژ غربی، لوئیزیانا
- پریش کرول غربی، لوئیزیانا
- West Feliciana Parish, Louisiana
- شهرستان وستچستر، نیویورک
- Westmoreland County:  شهرستان وستمورلند، پنسیلوانیا؛ شهرستان وستمورلند، ویرجینیا
- شهرستان وستون، وایومینگ
- شهرستان وتزل، ویرجینیای غربی
- شهرستان وکسفورد، میشیگان
- شهرستان وارتون، تگزاس
- شهرستان واتکام، واشینگتن
- شهرستان ویتلند، مونتانا
- شهرستان ویلر:  شهرستان ویلر، جورجیا؛ شهرستان ویلر، نبراسکا؛ شهرستان ویلر، اورگن؛ شهرستان ویلر، تگزاس
- شهرستان وایت (ابهام‌زدایی):  شهرستان وایت، آرکانزاس؛ شهرستان وایت، جورجیا؛ شهرستان وایت، ایلینوی؛ شهرستان وایت، ایندیانا؛ شهرستان وایت، تنسی
- شهرستان وایت‌پاین، نوادا
- Whiteside County, Illinois
- شهرستان ویتفیلد، جورجیا
- شهرستان ویتلی:  شهرستان ویتلی، ایندیانا؛ شهرستان ویتلی، کنتاکی
- شهرستان ویتمن، واشینگتن
- شهرستان ویباوکس، مونتانا
- شهرستان ویچیتا:  شهرستان ویچیتا، کانزاس؛ شهرستان ویچیتا، تگزاس
- Wicomico County, Maryland
- شهرستان ویلبارجر، تگزاس
- شهرستان ویلکاکس:  شهرستان ویلکاکس، آلاباما؛ شهرستان ویلکاکس، جورجیا
- شهرستان ویلکس:  شهرستان ویلکس، جورجیا؛ شهرستان ویلکس، کارولینای شمالی
- شهرستان ویلکین، مینه‌سوتا
- شهرستان ویلکینسون:  شهرستان ویلکینسون، جورجیا؛ شهرستان ویلکینسون، میسیسیپی
- شهرستان ویل، ایلینوی
- شهرستان ویلسی، تگزاس
- شهرستان ویلیامز:  شهرستان ویلیامز، داکوتای شمالی؛ شهرستان ویلیامز، اوهایو
- شهرستان ویلیامزبرگ، کارولینای جنوبی
- شهرستان ویلیامسون:  شهرستان ویلیامسون، ایلینوی؛ شهرستان ویلیامسون، تنسی؛ شهرستان ویلیامسون، تگزاس
- شهرستان ویلسون:  شهرستان ویلسون، کانزاس؛ شهرستان ویلسون، کارولینای شمالی؛ شهرستان ویلسون، تنسی؛ شهرستان ویلسون، تگزاس
- شهرستان ویندهام:  شهرستان ویندهام، کنتیکت؛ شهرستان ویندهام، ورمونت
- شهرستان وینزر، ورمونت
- شهرستان وینکلر، تگزاس
- پریش وین، لوئیزیانا
- شهرستان وینه‌بگو:  شهرستان وینه‌بگو، ایلینوی؛ شهرستان وینه‌بگو، آیووا؛ شهرستان وینه‌بگو، ویسکانسین
- شهرستان وین‌شیک، آیووا
- شهرستان وینونا، مینه‌سوتا
- شهرستان وینستون:  شهرستان وینستون، آلاباما؛ شهرستان وینستون، میسیسیپی
- Wirt County, West Virginia
- شهرستان ویس:  شهرستان ویس، تگزاس؛ شهرستان ویس، ویرجینیا
- شهرستان وولف، کنتاکی
- شهرستان وود:  شهرستان وود، اوهایو؛ شهرستان وود، تگزاس؛ شهرستان وود، ویرجینیای غربی؛ شهرستان وود، ویسکانسین
- شهرستان وودبری، آیووا
- شهرستان وودفورد:  Illinois؛ شهرستان وودفورد، کنتاکی
- شهرستان وودراف، آرکانزاس
- شهرستان وودز، اکلاهما
- شهرستان وودسن، کانزاس
- شهرستان وودوارد، اکلاهما
- شهرستان ووستر:  شهرستان ووستر، مریلند؛ شهرستان ووستر، ماساچوست
- شهرستان ورت:  شهرستان ورت، جورجیا؛ شهرستان ورت، آیووا؛ شهرستان ورت، میزوری
- شهرستان وایندات، اوهایو
- شهرستان وایندات، کانزاس
- شهرستان وایومینگ:  شهرستان وایومینگ، نیویورک؛ شهرستان وایومینگ، پنسیلوانیا؛ شهرستان وایومینگ، ویرجینیای غربی
- Wythe County, Virginia
- شهرستان وال ورده، تگزاس
- Valdez–Cordova Census Area, Alaska
- شهرستان ولنسیا، نیومکزیکو
- شهرستان ولی:  شهرستان ولی، آیداهو؛ شهرستان ولی، مونتانا؛ شهرستان ولی، نبراسکا
- شهرستان وان برن:  شهرستان ون بیورن، آرکانزاس؛ شهرستان ون بیورن، آیووا؛ شهرستان ون بیورن، میشیگان؛ شهرستان ون بیورن، تنسی
- شهرستان وان ورت، اوهایو
- Van Zandt County, Texas
- شهرستان ونس، کارولینای شمالی
- شهرستان وندربورگ، ایندیانا
- شهرستان ونانگو، پنسیلوانیا
- شهرستان ونتورا، کالیفرنیا
- Vermilion County, Illinois
- پریش ورمیلین، لوئیزیانا
- شهرستان ورمیلیون، ایندیانا
- Vernon County:  شهرستان ورنن، میزوری؛ شهرستان ورنن، ویسکانسین
- پریش ورنان، لوئیزیانا
- شهرستان ویکتوریا، تگزاس
- شهرستان ویگو، ایندیانا
- شهرستان ویلس، ویسکانسین
- شهرستان وینتون، اوهایو
- شهرستان ولوسیا، فلوریدا

## ه
- شهرستان هاکون، داکوتای جنوبی
- شهرستان هبرشام، جورجیا
- Haines Borough, Alaska
- Hale County:  شهرستان هالی، آلاباما؛ شهرستان هالی، تگزاس
- شهرستان هالیفاکس:  شهرستان هالیفاکس، کارولینای شمالی؛ شهرستان هالیفاکس، ویرجینیا
- Hall County:  شهرستان هال، جورجیا؛ شهرستان هال، نبراسکا؛ شهرستان هال، تگزاس
- شهرستان همبل، تنسی
- شهرستان همیلتون:  شهرستان همیلتون، فلوریدا؛ شهرستان همیلتون، ایلینوی؛ شهرستان همیلتون، ایندیانا؛ شهرستان همیلتون، آیووا؛ شهرستان همیلتون، کانزاس؛ شهرستان همیلتون، نبراسکا؛ شهرستان همیلتون، نیویورک؛ شهرستان همیلتون، اوهایو؛ شهرستان همیلتون، تنسی؛ شهرستان همیلتون، تگزاس
- شهرستان هملین، داکوتای جنوبی
- شهرستان همپدن، ماساچوست
- Hampshire County:  شهرستان همپشر، ماساچوست؛ شهرستان همپشایر، ویرجینیای غربی
- شهرستان همپتون، کارولینای جنوبی
- شهرستان هنکاک:  شهرستان هنکاک، جورجیا؛ شهرستان هنکاک، ایلینوی؛ شهرستان هنکاک، ایندیانا؛ شهرستان هنکاک، آیووا؛ شهرستان هنکاک، کنتاکی؛ شهرستان هنکاک، مین؛ شهرستان هنکاک، میسیسیپی؛ شهرستان هنکاک، اوهایو؛ شهرستان هنکاک، تنسی؛ شهرستان هنکاک، ویرجینیای غربی
- شهرستان هند، داکوتای جنوبی
- شهرستان هانوفر، ویرجینیا
- شهرستان هانسفورد، تگزاس
- شهرستان هنسن، داکوتای جنوبی
- شهرستان هارالسون، جورجیا
- Hardee County, Florida
- Hardeman County:  Tennessee؛ Texas
- شهرستان هاردین:  شهرستان هاردین، ایلینوی؛ شهرستان هاردین، آیووا؛ شهرستان هاردین، کنتاکی؛ شهرستان هاردین، اوهایو؛ شهرستان هاردین، تنسی؛ شهرستان هاردین، تگزاس
- شهرستان هاردینگ:  شهرستان هاردینگ، نیومکزیکو؛ شهرستان هاردینگ، داکوتای جنوبی
- شهرستان هاردی، ویرجینیای غربی
- شهرستان هارفورد، مریلند
- Harlan County:  شهرستان هارلن، کنتاکی؛ شهرستان هارلن، نبراسکا
- شهرستان هارمون، اکلاهما
- شهرستان هارنت، کارولینای شمالی
- شهرستان هارنی، اورگن
- شهرستان هارپر:  شهرستان هارپر، کانزاس؛ شهرستان هارپر، اکلاهما
- Harris County:  شهرستان هریس، جورجیا؛ شهرستان هریس، تگزاس
- شهرستان هریسون:  شهرستان هریسون، ایندیانا؛ شهرستان هریسون، آیووا؛ شهرستان هریسون، کنتاکی؛ شهرستان هریسون، میسیسیپی؛ شهرستان هریسون، میزوری؛ شهرستان هریسون، اوهایو؛ شهرستان هریسون، تگزاس؛ شهرستان هریسون، ویرجینیای غربی
- شهرستان هارت:  شهرستان هارت، جورجیا؛ شهرستان هارت، کنتاکی
- شهرستان هارتفورد، کنتیکت
- شهرستان هارتلی، تگزاس
- شهرستان هاروی، کانزاس
- Haskell County:  شهرستان هسکل، کانزاس؛ شهرستان هسکل، اکلاهما؛ شهرستان هسکل، تگزاس
- شهرستان هاوایی، هاوایی
- شهرستان هاوکینز، تنسی
- شهرستان هیز، نبراسکا
- شهرستان هیز، تگزاس
- شهرستان هیوود:  شهرستان هیوود، کارولینای شمالی؛ شهرستان هیوود، تنسی
- شهرستان هرد، جورجیا
- شهرستان همفیل، تگزاس
- شهرستان همپستید، آرکانزاس
- شهرستان هندرسون:  شهرستان هندرسون، ایلینوی؛ شهرستان هندرسون، کنتاکی؛ شهرستان هندرسون، کارولینای شمالی؛ شهرستان هندرسون، تنسی؛ شهرستان هندرسون، تگزاس
- شهرستان هندریکس، ایندیانا
- شهرستان هندری، فلوریدا
- شهرستان هنپین، مینه‌سوتا
- شهرستان هنریکو، ویرجینیا
- شهرستان هنری:  شهرستان هنری، آلاباما؛ شهرستان هنری، جورجیا؛ شهرستان هنری، ایلینوی؛ شهرستان هنری، ایندیانا؛ شهرستان هنری، آیووا؛ شهرستان هنری، کنتاکی؛ شهرستان هنری، میزوری؛ شهرستان هنری، اوهایو؛ شهرستان هنری، تنسی؛ شهرستان هنری، ویرجینیا
- شهرستان هرکیمر، نیویورک
- شهرستان هرناندو، فلوریدا
- شهرستان هرتفورد، کارولینای شمالی
- شهرستان هتینگر، داکوتای شمالی
- شهرستان هیکمن:  شهرستان هیکمن، کنتاکی؛ شهرستان هیکمن، تنسی
- شهرستان هیکوری، میزوری
- Hidalgo County:  شهرستان هیدالگو، نیومکزیکو؛ شهرستان ایدالگو، تگزاس
- شهرستان هایلند:  شهرستان هایلند، اوهایو؛ شهرستان هایلند، ویرجینیا
- شهرستان هایلندز، فلوریدا
- شهرستان هیل:  شهرستان هیل، مونتانا؛ شهرستان هیل، تگزاس
- شهرستان هیلزبرو:  شهرستان هیلزبرو، فلوریدا؛ شهرستان هیلزبرو، نیوهمپشایر
- شهرستان هیلزدیل، میشیگان
- شهرستان هیندز، میسیسیپی
- شهرستان هینزدیل، کلرادو
- شهرستان هیچکاک، نبراسکا
- شهرستان هوکینگ، اوهایو
- Hockley County, Texas
- شهرستان هاجمن، کانزاس
- شهرستان هوک، کارولینای شمالی
- شهرستان هولمز:  شهرستان هولمز، فلوریدا؛ شهرستان هولمز، میسیسیپی؛ شهرستان هولمز، اوهایو
- Holt County:  شهرستان هالت، میزوری؛ شهرستان هالت، نبراسکا
- شهرستان هونولولو، هاوایی
- شهرستان هود، تگزاس
- شهرستان هود ریور، اورگن
- شهرستان هوکر، نبراسکا
- شهرستان هاپکینز:  شهرستان هاپکینز، کنتاکی؛ شهرستان هاپکینز، تگزاس
- شهرستان هاری، کارولینای جنوبی
- هات اسپرینگ، آرکانزاس
- شهرستان هات اسپرینگز، وایومینگ
- Houghton County, Michigan
- شهرستان هیوستون:  شهرستان هیوستون، آلاباما؛ شهرستان هیوستون، جورجیا؛ شهرستان هیوستون، مینه‌سوتا؛ شهرستان هیوستون، تنسی؛ شهرستان هیوستون، تگزاس
- شهرستان هوارد:  شهرستان هوارد، آرکانزاس؛ شهرستان هوارد، ایندیانا؛ شهرستان هوارد، آیووا؛ شهرستان هاوارد، مریلند؛ شهرستان هوارد، میزوری؛ شهرستان هاوارد، نبراسکا؛ شهرستان هاوارد، تگزاس
- شهرستان هوول، میزوری
- شهرستان هابرد، مینه‌سوتا
- شهرستان هادسون، نیوجرسی
- شهرستان هادسپت، تگزاس
- Huerfano County, Colorado
- Hughes County:  شهرستان هیوز، اکلاهما؛ شهرستان هیوز، داکوتای جنوبی
- شهرستان هامبولت:  شهرستان هامبولت، کالیفرنیا؛ شهرستان هامبولت، آیووا؛ شهرستان هامبولت، نوادا
- شهرستان هامفریز:  شهرستان هامفریز، میسیسیپی؛ شهرستان هامفریز، تنسی
- شهرستان هانت، تگزاس
- Hunterdon County, New Jersey
- شهرستان هانتینگدان، پنسیلوانیا
- شهرستان هانتینگتن، ایندیانا
- شهرستان هیورن:  شهرستان هیورن، میشیگان؛ شهرستان هیورن، اوهایو
- شهرستان هاچینسون:  شهرستان هاچینسون، داکوتای جنوبی؛ شهرستان هاچینسون، تگزاس
- شهرستان هاید:  شهرستان هاید، کارولینای شمالی؛ شهرستان هاید، داکوتای جنوبی

## ی
- شهرستان یادکین، کارولینای شمالی
- شهرستان یاکیما، واشینگتن
- یاکوتات، آلاسکا
- شهرستان یالوبوشا، میسیسیپی
- شهرستان یمهیل، اورگن
- شهرستان ینسی، کارولینای شمالی
- شهرستان ینکتون، داکوتای جنوبی
- شهرستان ییتس، نیویورک
- شهرستان یاواپای، آریزونا
- شهرستان یازو، میسیسیپی
- شهرستان یل، آرکانزاس
- شهرستان یلو مدیسن، مینه‌سوتا
- شهرستان یلوواستون، مونتانا
- شهرستان یکوم، تگزاس
- شهرستان یولو، کالیفرنیا
- شهرستان یورک:  شهرستان یورک، مین؛ شهرستان یورک، نبراسکا؛ شهرستان یورک، پنسیلوانیا؛ شهرستان یورک، کارولینای جنوبی؛ شهرستان یورک، ویرجینیا
- شهرستان یانگ، تگزاس
- شهرستان یوبا، کالیفرنیا
- Yukon–Koyukuk Census Area, Alaska
- شهرستان یوما:  شهرستان یوما، آریزونا؛ شهرستان یوما، کلرادو